# Nスタ
『Nスタ』（エヌスタ）は、2010年（平成22年）3月29日からTBSテレビをはじめとするJNN系列各局にて、平日と日曜の夕方に放送されている報道・情報番組。ステレオ放送、リアルタイム字幕放送を実施。

## 概要・歴史

### 平日版

#### 第1期（2010年4月 - 2017年3月）
前番組『総力報道!THE NEWS』の視聴率低迷・早期打ち切りを受け、『 - THE NEWS』の直前の時間帯に関東など一部地域で放送（一部時間帯は関東ローカル）されていた情報ワイド番組『イブニングワイド』に全国ニュース枠を内包させ改題・枠拡大する形で2010年3月29日に本番組をスタートした。TBSテレビ公式サイト内の番組紹介では、本番組を「『THE NEWS』で培った機動力・取材力と『イブニングワイド』で培った解説力を兼ね備えたハイブリッドニュース番組」 と称している。
開始当初の全国ニュースは17:45 - 18:15（JST。以下、表記時刻は全てJST準拠とする）の30分間。さらに、2009年9月以来半年ぶりに全国ニュースと関東ローカルニュースを統合した。放送終了時間が19:00となり、8年間実施されていた平日19時台のフライングスタートが廃止。開始当初、本番組は17:45を境とした2部制を敷いており、第1部（ローカルセールスパート、16:53 - 17:45）・第2部（17:45 - 19:00、うち全国ニュースパートは17:45 - 18:15）から構成されていた。
番組開始当初のキャスター陣の面々は『イブワイ』からそのままスライドされ、総合司会には元NHKアナウンサーの堀尾正明、その他にもTBSアナウンサーの長峰由紀、藤森祥平をはじめとする面々に加え、かつて『筑紫哲也 NEWS23』でキャスターを務めた経験があるTBSアナウンサー兼報道局記者の佐古忠彦が起用された（佐古は2011年9月30日で一時降板）。
番組全編において、キャスター陣による掛け合いトークを多用しており、場合によってはコメンテーターがそれに参加する。当初は『イブワイ』同様にスタッフの笑い声やコメンテーター紹介時の拍手が入っていた。ステレオ放送（『イブワイ』は2009年12月で2か国語放送を中止し、2010年2月からステレオ放送を実施）。
2011年6月6日から9月9日まで節電の一環としてクールビズを導入した。半袖シャツにネクタイを締めて出演することが多かったお天気キャスターの森田正光などを除き、堀尾・佐古ら男性出演者のほとんどはネクタイを着用せずに出演した。
2012年3月23日をもって女性メインキャスターの長峰とサブキャスターの赤荻、江藤愛が降板。長峰と赤荻は日曜版メインキャスターに転出。同年3月26日からは久保田智子がメインキャスターに着任。番組自体のリニューアルも行われ、『イブワイ』時代から続いたバラエティ色の強い演出はされなくなった。これまで全国ニュース枠にレギュラーコメンテーターは出演していなかったが、コメンテーターとしてかつて『JNNニュースの森』キャスターを務め、夕方枠には4度目の復帰となる杉尾秀哉が出演する。
2013年3月29日、メインキャスターの久保田が降板。翌週4月1日からは『みのもんたの朝ズバッ!』でサブキャスターを務めていた加藤シルビア と『総力報道!』でキャスターを務めていた竹内明が新たに加わり、産休だった山内あゆも番組に復帰。堀尾が全国ニュース枠への出演を取りやめ、番組内容もリニューアル。また、第2部および全国ニュース枠の開始時刻は17:50に変更。
2013年9月30日から、TBSテレビにおける放送開始時刻を15:50に繰り上げ3時間10分番組とし、この当時としては在京キー局では最も開始時刻の早い・最も放送時間の長い夕方ニュース番組となった。これにより、TBSテレビにおける朝、昼、夕方ワイド番組の放送時間がいずれも約3時間となる。また、同年入社の新人アナウンサーが新たに加入。番組は16:53・17:50を境とした3部制を敷き、第0部（15:50 - 16:53）・第1部（16:53 - 17:50）・第2部（17:50 - 19:00、うち全国ニュースパートは17:50 - 18:15）から構成される。第0部はバラエティ色の強い演出や構成手法が取り入れられている。
2014年10月6日より、番組が下降傾向だったことを受け、本番組を第0部・第1部の『Nスタ ニュースワイド』（15:53 - 16:53・16:53 - 17:50）・第2部の『Nスタ ニューズアイ』（17:50 - 19:00）の2番組（コンプレックス）に大別し、両方の天気コーナーを担当する森田を除く出演者もそれぞれに分割。『ニュースワイド』はバラエティ色のあるニュース解説と生活情報・芸能情報を軸に、『ニューズアイ』はJNN協定に基づく全国ネットワークニュースを軸とした「本格派報道番組」となっていた。『ニュースワイド』は堀尾と山内が総合司会を務め、『ニューズアイ』は竹内と3年ぶりの本枠復帰となる佐古がメインキャスター、加藤がサブキャスターを務めたほか、開始当初は元バドミントン選手の潮田玲子がコーナーキャスターとして参加していた。開始時間は3分遅い15:53開始（2016年10月3日からは開始時刻を15:50に復している）。この改編によって視聴率は上昇しTBSテレビのゴールデンタイムが浮上する大きなジャンプ台にもなった。硬派な企画が意外にも視聴者に共感を呼び、これを受け本編終了は18:57.05から19:00に繰り下げられ、19時台の番組への接続が5年半ぶりにステブレレス（CMなしで次の番組が開始）となった。なお、『ニュースワイド』に関しては全編ローカルセールス枠だったため、放送しない系列局もあった。
2017年3月31日をもって、『Nスタ ニュースワイド』『Nスタ ニューズアイ』は2番組とも放送を終了。これと同時に、『イブニングワイド』時代からTBSの夕方枠報道・情報番組の総合司会を務めてきた堀尾が当枠を降板した。なお、堀尾は同年4月3日から『ビビット』のコメンテーターに就任 したほか、2番組の番組終了時の出演者のうち山内・山本恵里伽・小林由未子・森田は同年4月3日からの『Nスタ（第2期）』に続投となった。また、日比麻音子は『Nスタ ニュースワイド』の終了以降、2021年10月4日から『Nスタ（第2期）』のニュースプレゼンターに起用されるまでの4年半、平日夕方の時間帯から離れることとなった。

#### 第2期（2017年4月 - ）

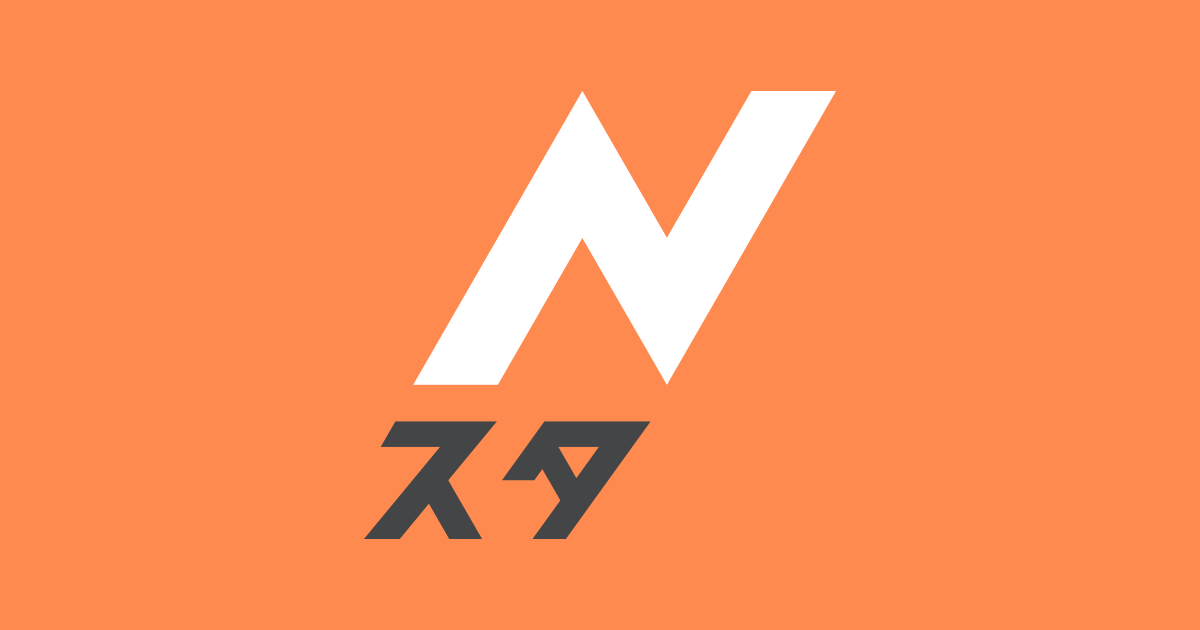
2017年4月3日から2025年3月30日まで使用されていた旧ロゴ

2017年4月3日から新たな『Nスタ』がスタートした。メインキャスターには、かつて『朝ズバッ!』で総合司会を務め、同年3月まで堀尾の異動先である『ビビット』に出演していた井上貴博（TBSテレビアナウンサー）が就任し、ホラン千秋（タレント・フリーキャスター）もキャスターとして新たに起用 された。番組ロゴやテロップ、BGM等もリニューアルされ、TBSテレビのみ天気ループの表示が5年ぶりに復活した。若い視聴者にも向けた番組づくりに路線を変えつつある。
2017年7月31日から第0部・第1部の放送時間が変更となり、第0部が15:49 - 16:50（従前より1分繰り上げ・2分短縮）、第1部が16:50 - 17:50（従前より3分前拡大）となった。
2019年5月31日放送分で、山本が『news23』のサブキャスターへの異動 に伴い降板。同年6月3日からは、良原安美（TBSテレビアナウンサー）が山本の後任を務めている。さらに、第2期の開始からホランと共にサブキャスターを務めていた国山ハセン（当時TBSアナウンサー）も、『グッとラック!』のメインMCへの異動 に伴って、2019年9月26日放送分で降板。同年9月30日以降の月曜 - 木曜では、TBSテレビアナウンサーの（当時）小林廣輝がニュースプレゼンターに加わっている。
2020年9月21日からテロップ、BGM等をリニューアルした。使用書体は放送開始当初から用いられていたニューロダンを廃し、2020年度からのTBSのコーポレートフォントであるTBS ゴシック TP（AXIS Font）に改め、同時期にリニューアルしたnews23と共にブランド統一を更に推し進めている。また、お天気キャスターの森田が月曜 - 水曜の出演となり、木曜・金曜のお天気キャスターに國本未華が加入している。
2021年3月29日から、天気予報における赤坂サカスからの中継をいったん終了したほか、BGMの一部などを変更。同年10月4日からは、日比が月・火曜のニュースプレゼンターとして、平日版へのレギュラー出演を4年半振りに再開している。
2023年1月4日からは、井上が自身の意向で週4日（月曜 - 木曜）の出演に変更したことを受けて、日比が井上から金曜日のメインキャスターを継承。放送上の肩書は「金曜キャスター」で、月・火曜日のニュースプレゼンターと並行しながら、金曜日の全編をホランとのコンビで進行するようになった。
2023年3月27日から、テロップやBGMなどを2年半振りに一新するとともに、「気づきがあれば、何かが始まる。すたすた、Nスタ」というキャッチフレーズを新たに設定。月・火曜日では、日比をニュースプレゼンターから（井上・ホランと同格の）メインキャスターへ昇格させたほか、広瀬駿（毎日放送報道情報局の気象情報部と契約している気象予報士）が気象キャスターに加わった。これに伴って、月・火曜日に日比とホラン、水・木曜日に井上とホラン、金曜日に井上と日比のコンビで進行する「メインキャスター3人制」へ移行。広瀬は『よんチャンTV』（当番組からJNN全国ニュースパートを常時内包している毎日放送の関西ローカル向け報道・情報番組）の気象キャスターでもあることから、同番組への出演日を平日の全曜日から週の後半（木・金曜日）に変更している。
2024年3月25日からは、「たいせつなことは、話して伝えたい」というキャッチフレーズの下で、メインキャスターの担当曜日と組み合わせを再び変更。井上・ホランのコンビによる担当を週4日（月 - 木曜日）に戻す一方で、金曜日には日比が1人で担当している。TBSテレビ系列の通常編成で平日の夕方に放送されている全国向けのニュース番組で、「総合司会」に相当するメインキャスターをTBS（テレビ）の現職女性アナウンサーが単独で定期的に任されることは、当番組の平日版（同月29日以降の金曜日）における日比が初めてである。実際には、日比とニュースプレゼンターの山内あゆ（『ニューズアイ』時代のニュースキャスター）・南波雅俊（NHKからの中途採用でTBSテレビへ入社していたスポーツアナウンサー）が、この日から金曜日の「メインアナウンサー」として進行を分担。第0部・第1部の序盤と全国ニュース（JNN枠）の全編を「メインアナウンサー」のトリオ、その他のパートを時間帯や企画・ニュースの内容に応じて日比・山内（または日比・南波）コンビで進行するようになった。
なお、ホランは第2期の開始から出演していた当番組を2025年3月27日（木曜日）放送分をもって降板（前述の通りホランは金曜日には出演しないためこの日が最終日となった）。同年3月31日からは、「あなたのパートナーに。」というキャッチフレーズの下で、タイトルロゴや一部のスタジオセットが第2期の開始以来8年ぶりに一新したほか、テロップ類や一部のBGM等も2年ぶりに一新した。それまで日曜版に出演していた出水麻衣（TBSテレビアナウンサー）がホランが担当していた月 - 木曜日のメインキャスターを継承したほか、気象キャスターとして出演した広瀬と國本が揃って降板し、後任には河津真人が広瀬と國本がそれぞれ担当していた月-木曜日の気象キャスターに加わった。

### 日曜版
平日版放送開始に合わせて『THE NEWS（日曜夕方）』を改題・リニューアルしたものであり、これまで放送されてきた『JNNイブニング・ニュース』や『THE NEWS』などと同様に、ストレートニュース番組として放送している。基本的なコーナー・フォーマットは前番組の『THE NEWS』とほとんど変わっていないが、これまでモノラル放送であった音声モードをステレオ放送に切り替えた。さらに、これまで別番組だった関東ローカル番組の『あすのそら色』を本番組の1コーナーとして吸収し、TBSでの放送時間が30分間に拡大した。2011年3月6日までは17:50 - 18:00の10分間に関東地方の天気予報が2度続けて放送される状況に変わりはなかった。
2011年4月3日、オープニングが簡素化されてヘッドラインがなくなり、『あすのそら色』も本編の天気予報コーナーに吸収される形で終了（同年5月1日からは「Sunトピ」のコーナー名で放送）するリニューアルを行った。
2011年10月2日以降はスポーツニュースとローカル枠が入れ替わり、TBS以外では17:43.30に一旦飛び降りてローカルニュースを放送した後、17:54.30に再び本番組をネットするという3部構成（ローカルニュースを本番組に内包、または毎日放送の『毎日新聞テレビ夕刊』や熊本放送の『熊日ニュース』のようにサンドイッチ化）へと変更。また、2012年9月30日までは一部地域を除き、次番組『THE世界遺産』へは、スポーツニュースの後に60秒の予告、番組終了後にも5秒の予告を挟んで、そのまま番組本編に入り、事実上のステブレレス編成となった。
2014年4月6日からは、スポーツキャスターが加わり4人体制となった。
2020年4月5日から、テロップ、テーマ曲等が日曜版バージョンとして新調される。「多様なニュースを扱いたい」という意味を込め、藍色を基調とし虹色のラインが入ったテロップとなった。半年後の前述の平日版のリニューアルに先駆けて『TBS NEWS』とのブランド統一を図っている。新型コロナウイルス対策のため、ニュースパートは報道カメラから、スポーツパートは従来のNスタジオから伝える形に一時的に変更されたが、2022年4月3日からテロップ・テーマ曲・スタジオ等が平日版と統一され、同年4月17日からは時刻表示も実施（時刻表示は一部系列局を除く）。
2023年9月17日まではスポーツキャスターを含む4人体制を維持していたが、アジア競技大会のテレビ中継に伴う休止期間をはさんで、同年10月1日の放送再開を機にスポーツキャスターのポストを再び廃止。これを機に、男性から1人・女性から1人のアナウンサーが「メインキャスター」としてコンビを組む（気象キャスターとの）3人体制へ移行するとともに、男性のメインキャスターが2024年6月までスポーツキャスターを事実上兼務していた。
ちなみに、TBSテレビ系列の通常編成では、土曜日の夕方に『報道特集NEXT』→『報道特集』の中で全国向けのニュースを放送。以上の番組がスポーツ中継（オリンピック・世界陸上など）や長時間にわたる生放送の特別番組（『音楽の日』『お笑いの日』など）で休止される場合には、定時ニュースの代替番組扱いで『Nスタ』や『JNN NEWS』を編成している。逆に、少なくとも2023年に入ってからは、日曜版の放送枠を1時間（17:30 - 18:30）に拡大（本来の後枠番組である『世界遺産』を休止）したうえで『Nスタ　○○スペシャル』（通常の日曜版と○○に関する調査取材企画を組み合わせた特別版）として編成することが相次いでいる。

### 年末年始版
毎年、12月29日頃から1月3日頃までは15分 - 30分の短縮版として放送される。年末年始の夕方ニュースは1999年始までは『JNNニュース』として放送したが、同年末の『JNNニュースの森』以降は通常の夕方ニュースの短縮版として放送しており、これを踏襲している。
20分 - 30分の場合は男女のアナウンサー2人と気象予報士、15分の場合はアナウンサー1人と気象予報士が担当。平日の場合、通常の平日版の出演者は休みとなり、TBSアナウンサーのシフト勤務となる。週末の場合、土曜は『報道特集』の出演者、日曜は通常の本番組日曜版の出演者がそれぞれ担当する。
2010年度は日曜版のフォーマット、2011年度以降は独自のフォーマットで放送される（ただし、2012年1月1日、2016年1月3日、2017年12月31日は通常の日曜版として放送）。このため、ローカル枠のタイムテーブルが若干異なっている。また、一部の地方局では関東ローカル枠も、天気のみもしくはニュース・天気とも差し替えずに放送している（そのことに配慮し、天気コーナーでは全国の予報を伝えている）。また、通常『報道特集』を放送している土曜にも代替放送を行う。エンディングで『JNNニュース』のテーマが2016年度まで約8秒流れていたが、2017年度以降は本番組の平日版・日曜版と同一のエンディングテーマ音楽が流れている。2022年1月2日は日曜だったため、日曜版のテロップを使用したが、通常の日曜版とは別の出演者で放送した。
2017年度のリニューアル以降、1月2日・3日のいずれかが平日版の年内最初の放送となっている。
2011年より毎年12月30日（2014年以前は毎年12月最終日曜、2021年は12月19日、2022年は12月18日）に『報道の日』を放送するため、当該日の本番組は休止となる。『報道の日』本編終了後に、同番組内包扱いで代替の『JNNニュース』を放送する（2011年・2021年・2022年は同番組に内包して放送）。

### 視聴率
初回（2010年3月29日放送分）は第1部が6.7%、第2部が7.1%（いずれも平日版・ビデオリサーチ調べ、関東地区・世帯・リアルタイム）で、2017年度の上半期から上昇。平日版では、当番組の開始前から放送されている『news every.』（日本テレビ）や『スーパーJチャンネル』（テレビ朝日）と互角の争いを展開するようになったほか、フジテレビの裏番組（『みんなのニュース』→『プライムニュース イブニング』→『Live News イット!』）をおおむね上回っている。ちなみに、当番組平日版の関東地区における世帯平均視聴率が初めて同時間帯の1位を記録したのは、2019年6月26日（水曜日）放送分である。
ちなみに、『Jチャンネル』『every.』『イット!』では、2024年4月に平日版のメインキャスターを交代させた。一方の当番組では、平日版で2023年度に導入していた「井上・ホラン・日比によるメインキャスター3人制」を維持しつつ、2024年3月25日から「井上・ホランが月 - 木曜分を共同、日比が金曜分を単独で担当する」という体制に移行。金曜分では、「週末らしいリフレッシュ感やリズム」を視聴者が感じられるようにすべく、「3人の『メインアナウンサー』（メインキャスターの日比とニュースプレゼンターの山内・南波）が放送の時間帯や内容に応じて進行を分担する」という仕組みに変更した。このような「マイナーチェンジ」は視聴率の面でも功を奏していて、関東地区における平日版の世帯平均視聴率では、長らく「一強」とされてきた『news every.』と肩を並べる日が相次いでいる。

## 現在（2025年3月31日以降）の出演者
氏名を太字で記した者はTBSテレビの現職アナウンサーで、曜日が記されている者は原則として記載された曜日のみの出演・担当。

| 月曜日                            | 火曜日                    | 水曜日              | 木曜日              | 金曜日           |
| メインキャスター                  | メインキャスター          | メインキャスター    | メインキャスター    | メインキャスター |
| --------------------------------- | ------------------------- | ------------------- | ------------------- | ---------------- |
| 井上貴博                          | 井上貴博                  | 井上貴博            | 井上貴博            | 日比麻音子       |
| 出水麻衣                          |                           |                     |                     | 日比麻音子       |
| ニュースプレゼンター              |                           |                     |                     |                  |
| 南波雅俊                          | 南波雅俊                  | 熊崎風斗            | 熊崎風斗            | 南波雅俊         |
| 山内あゆ                          | 小笠原亘                  | 小笠原亘            | 加藤シルビア        | 加藤シルビア     |
| 良原安美                          | 良原安美                  | 上村彩子            | 上村彩子            | 山内あゆ         |
| 齋藤慎太郎                        | 齋藤慎太郎                | 良原安美            | 高柳光希            | 高柳光希         |
| お天気キャスター（気象予報士）    |                           |                     |                     |                  |
| 河津真人                          | 河津真人                  | 河津真人            | 河津真人            | 森田正光         |
| コメンテーター（隔週で1名が出演） |                           |                     |                     |                  |
| ハロルド・ジョージ・メイ 斎藤幸平 | 松田丈志 厚切りジェイソン | 秋元里奈 萩谷麻衣子 | 星浩 田中ウルヴェ京 | 今村翔吾 宋美玄  |
| ナレーター                        |                           |                     |                     |                  |
| 皆川玲奈                          | 大江戸よし々              | 皆川玲奈            | 山本匠晃            | 古田優児         |
| 山本匠晃                          | よしいよしこ              | よしいよしこ        | よしいよしこ        | よしいよしこ     |
| 浅野真澄                          | 浅野真澄                  | 岡本和浩            | 大江戸よし々        | 岡本和浩         |
| 古田優児                          | （不在）                  | （不在）            | 和氣あず未          | 和氣あず未       |

### 平日版
特記しない限り、2025年3月31日（月曜日）以降の放送分における担当や出演日に沿って記載。
メインキャスター
- 井上貴博[30]（月 - 木曜日）

2017年4月3日より出演。2022年内の最終放送までは、全曜日でメインキャスターを担当していた。その一方で、2022年4月からは、TBSラジオで毎週土曜日の午後に『井上貴博 土曜日の『あ』』（自身が企画の段階から携わった生放送番組）のメインパーソナリティを担当中。同年12月までは、当番組と合わせて、3時間前後の生放送番組を日曜以外の週6日にわたってメインで進行していた。
平日版での進行に対して2022年に橋田文化財団（脚本家の橋田壽賀子が生前に理事を務めていた財団）から「第30回橋田賞」を授与されていたが、本人曰く「自分も番組（『Nスタ』）もさらに高みを目指すために、番組側・会社（TBSテレビ）側とも話し合いを重ねた結果」、2023年1月から3月25日まで当番組の担当曜日を月 - 木曜日に変更。同年3月29日から2024年3月22日までの1年間は、週3日（水 - 金曜日）の出演にとどめていた。もっとも、実際には出演しない日にも、当番組向けのロケ取材（金曜日第2部の特集枠で放送される体験取材企画など）へ随時従事。2024年3月からは、「井上貴博のご意見を頂戴できればと存じます!」（第2部の特集枠で月に1回放送される冠企画）向けの街頭インタビューも任されている。
2020年5月1日と2022年1月21日（いずれも金曜日）には、自宅からのリモート方式で全編に出演した。前者は番組スタッフ、後者は前週にスタジオで共演していた日比（当時は月・火曜日のニュースプレゼンター）に新型コロナウイルス感染症（COVID-19）への罹患が判明したことに伴う措置 で、両日ともメインキャスターとしての役割の一部を当日のニュースプレゼンターがスタジオで分担していた。なお、井上自身には両日とも、COVID-19に罹患していないことがPCR検査での陰性反応で確認されている。
2024年1月1日（月曜日）の能登半島地震発生に際しては、年始特別編成で当番組の放送が休止されていたにもかかわらず、当日の夜に『JNN報道特別番組』のキャスターを日比麻音子とのコンビで急遽担当。1月4日（木曜日）以降は、地震で甚大な被害を受けた能登半島（石川県）を複数回にわたって取材している（詳細後述）。第49回（2024年度）のアノンシスト賞全国選考会では、能登半島における発生直後の取材活動が高く評価されたことから、「テレビ　フリートーク」部門の最優秀賞と「グランダプレミオ」（全部門を通じての大賞）に選ばれている。
日常生活では、かねてからメガネを常用。当番組を開始するまで担当していたテレビの生放送番組（『朝ズバッ!』や『白熱ライブ　ビビット』など）でも、メガネがトレードマークになっていた。当番組では開始の当初から本番中にメガネを外していたが、開始から8年目に突入した2024年3月25日（月曜日）放送分から、メガネを掛けながら出演するようになった。本人によれば、「当番組には『ゼロからスタート』という気持ちで臨んでいて、『（今までの自分を）引き継ぐ部分と（今までの自分を）壊したうえで変化させる部分がないと（自分は）成長できない』とも思っていたので、（初代プロデューサーからの提案を受けて）放送中の3時間だけメガネを外していた。もっとも、（開始から7年の間に）ドライアイの症状が出るようになったことなどから、（同日からの平日版リニューアルを機に）メガネを本番中にも着用することを自らプロデューサーに提案した」とのことである。ちなみに、この改編を告知するテレビCMの制作に際しては、「本番での着用を目的に新調するメガネを選ぶべく、複数の種類のメガネをホランからのアドバイスを受けながら試用する」というバージョンも撮影されている。
- ホラン千秋（タレント・フリーキャスター・ファッションモデル）[35]（月 - 木曜日）

2017年4月3日より出演。2022年3月24日までは、金曜日にも出演していた。
番組内でストレートニュースを伝える場合には、「ニュース原稿からリード文だけを読んだ後に、TBSテレビのアナウンサー（コンビを組むメインキャスターか当日のニュースプレゼンター）が本文を読み上げる」という役割分担が為されている。
2020年7月2日（火曜日）・3日（水曜日）には、自宅からのリモート方式で全編に出演した。他の仕事での関係者にCOVID-19罹患者との濃厚接触が判明したことに伴う措置で、自身にはPCR検査で陰性が確認されていた ものの、両日ともメインキャスターとしての役割の一部を当日のニュースプレゼンターがスタジオで分担していた。
2022年10月からは、Nスタジオへの生出演と並行しながら、「ホランとごはん」（調理を伴う料理関連の冠ロケ企画）も担当。この企画は、木曜日第2部の特集枠で月に1回程度放送されている。
- 日比麻音子（金曜日）

2016年10月から2017年3月まで月・火曜日のコーナー進行を担当した後に、日曜版や『あさチャン!』のスポーツキャスターなどを経て、2021年10月4日からレギュラー出演を再開。
レギュラー出演の再開当初は、月・火曜日のニュースプレゼンターを担当していた。2023年1月6日から「金曜キャスター」（金曜日のメインキャスター）を兼務した 後に、同年3月27日から2024年3月24日まで、月・火・金曜日のメインキャスターを務めていた。
2018年4月から2023年9月までは、毎週水曜日にTBSラジオで『アフター6ジャンクション』（当番組の放送時間帯のうち18時台が重複していた平日全曜日の生放送番組）のパートナーを担当。当番組にニュースプレゼンターとして復帰してからは、水曜以外の曜日で井上が休演する場合に、メインキャスターの代理を随時務めていた。
「金曜キャスター」へ就任してからは、担当日（主に金曜日）の本番前に東京都内や近隣県内へロケ取材に赴くなど、いわゆる「フィールドキャスター」の役割を事実上兼務。東京都内で開かれる裁判や記者会見に立ち会ってから、第0部向けの生中継でリポートを担当した後に、第1部（またはJNN枠）からNスタジオに登場することも相次いでいる。
2024年には海外取材にも随時赴いていて、3月の第3週には韓国で初めて開催されたメジャーリーグ公式戦（4人の日本人メジャーリーガーが出場したロサンゼルス・ドジャースとサンディエゴ・パドレスの開幕2連戦）の取材で開催地のソウル、4月4日（木曜日）・5日（金曜日）には花蓮地震が同月3日（水曜日）に発生したことを受けて花蓮市（被害がとりわけ大きかった台湾の都市）、7月第3週から8月第2週の途中まではパリオリンピックの報道活動で開催国のフランスに派遣。いずれも、派遣期間中は平日版向けの取材リポートを連日任されていた。
レギュラー出演の再開後は日曜版から遠ざかっていたが、2023年10月29日放送の『Nスタ　気候変動スペシャル』（日曜版の放送枠を拡大した特別版）で、取材リポートを兼ねてスポーツキャスターの卒業（2018年9月）以来5年振りに出演した。
2024年3月29日以降は、金曜日に単独でメインキャスターを担当。他の曜日には、（2023年度から「キャンペーン大使」に名を連ねている）「地球を笑顔にするWEEK」関連の告知・企画を放送する場合を除いて、Nスタジオに登場しなくなった。また、金曜日の放送では、「キャスター」の肩書を使い続けながらも、ニュースプレゼンターの山内あゆ・南波雅俊と共に「メインアナウンサー」との扱いを新たに受けている。
ニュースプレゼンター
- 良原安美（月・火・水曜日）

2019年6月3日から出演。2021年10月までは水・金曜日にも担当していたほか、メインキャスターを代行することがある。
- 熊崎風斗（水・木曜日）

2013年10月2日より出演。2014年3月28日までは水曜日に出演。翌週から2015年3月26日までは木曜日に出演。2015年4月から2022年9月までは金曜日に出演。2022年10月から2023年3月までは火曜日と金曜日に出演。2021年6月24日から7月16日までは木曜日にも出演した（JNN枠のみ）。
2019年4月1日から2020年9月22日までは、『あさチャン!』のスポーツキャスター（月・火曜日担当）を兼務していた。
2021年夏季の東京2020オリンピック期間中は、スポーツアナウンサー（ラジオにおける競技中継の実況要員）としてジャパンコンソーシアムへ派遣されていたため、他の担当番組（月曜日にパートナーを務めていた『アフター6ジャンクション』など）と合わせて出演を休止していた。
2023年10月12日からは、日比と同様のパターンで、第4週を除く木曜日の当番組本番後に『アフター6ジャンクション2』のパートナーを担当。その一方で、木・金曜日のメインキャスターを随時代行している。
2024年の夏季には、パリオリンピック（ジャパンコンソーシアム）への派遣と閉幕直後からの年次休暇に伴って、7月の第3週から1ヶ月近くにわたって当番組を休演。8月の中旬に出演を再開してから9月の下旬までは、スポーツ中継などを週末に担当しないことが決まっている場合に、（当時男性のメインキャスターが不在だった）日曜版へ出演することもあった。
- 山内あゆ☆（月・金曜日）

平日版の開始当初から「サブキャスター」を担当した後に、2011年4月からの産前産後休暇と出産を経て、2013年4月からコーナーキャスターとして出演を再開。2013年9月27日までは月 - 水曜日、2013年9月30日から2014年10月3日までは火・水・金曜日を担当していた。
2014年10月から2017年3月まで、『ニュースワイド』のパートでメインキャスターを担当。2014年4月から9月までの金曜日には、『いっぷく!』（当時平日の午前中に編成されていた全国ネット向けの生ワイド番組）への出演を経て担当していた。
平日版には、『ニュースワイド』と『ニューズアイ』の2部構成が廃止されてからも、「ニュースプレゼンター」として出演を継続。2021年10月までは全曜日、2021年10月から2023年3月24日までは水・金曜日に出演していた。
2024年2月2日（金曜日）には、本来のメインキャスターである日比が体調不良を理由に出演を見合わせたことを受けて、メインキャスター（日比のポジション）を急遽代行した。山内は前述したように『ニュースワイド』のメインキャスターを歴任しているが、平日版の全編にわたって井上とのコンビでメインキャスターを務めることは、この日の代行が初めてであった。
2024年3月29日以降の金曜日には、「メインアナウンサー」の1人として、「サブ司会」に相当する役割を担っている。
- 上村彩子（水・木曜日）

2021年6月9日より出演。木曜日には、『JNN NEWS』（11時台）と『ひるおび』『ゴゴスマ』内の定時ニュース（13・14時台）を担当した後に当番組へ登場している。
担当日のメインキャスターが休演した場合には、メインキャスターを随時代行。2022年3月までは『S☆1』（土・日曜深夜のスポーツ情報番組）のメインキャスター、翌4月からは『報道特集』のサブキャスターも兼務している。2023年10月からは、当番組が放送されている火曜日の夕方に、TBSラジオの「ニュースデスク」として『ネットワークトゥデイ』（同局以外でJRNに加盟するラジオ局の大半でも放送されている全国ニュース）のキャスターやニュース速報を担当。2024年4月からは金曜日の『news23』メインキャスターを兼務。
2021年10月までは金曜日にも出演。同年夏季の東京2020オリンピック期間中は、大会関連の報道活動（TBSテレビ系列の中継番組における競技会場からのリポート・競技の取材など）を他のアナウンサー（当時『あさチャン!』でスポーツキャスターを務めていた日比など）と分担していた関係で、開会式が催された7月23日（金曜日）を除いて当番組への出演を見合わせていた。翌2022年2月の北京冬季オリンピック期間中は、『S☆1』のメインキャスターとして開催地（中華人民共和国の北京）に派遣されていた関係で、競技会場などからの生中継を通じて曜日を問わず出演。
- 南波雅俊（月・火・金曜日）

2021年7月19日より出演。東京2020オリンピック期間中は木曜日も出演した。なお、2022年9月までは月・火曜日、2022年10月から2023年3月24日までは水・金曜日に出演。
スポーツ実況経験者向けの中途採用で2020年10月にTBSテレビへ入社するまでは、NHKのアナウンサーとして岡山・大分・広島の放送局に勤務。当番組ではNスタジオへの出演にとどまらず、TBSテレビの放送対象地域内（関東地方）における事故・事件・記者会見などの中継リポートを随時任されるなど、日比と同様に事実上「フィールドキャスター」の役割も担っている。
良原・熊崎・山内・上村と同じく、担当日のメインキャスターが休演した場合にメインキャスターを代行することがある。ホランが夏風邪を理由に当番組を休演した2023年8月30日（水曜日）には、日比が『アフター6ジャンクション』（水曜日における当時のレギュラー番組）との兼ね合いで代演できなかったことから、井上との男性コンビでメインキャスターを務めた。2024年3月29日以降の金曜日には、山内と同様に「メインアナウンサー」と位置付けられていて、メインキャスターの日比と共に一部のパートを進行している。
- 齋藤慎太郎（月・火曜日）

2021年10月7日より出演。2021年10月から2023年3月23日までは木曜日に出演。　
- 高柳光希（木・金曜日）

2023年1月6日より出演。2023年3月24日までは、金曜日にのみ担当していた。
2024年には、TBSテレビの社内留学（入社後から所属しているアナウンスセンター以外の部署での研修）制度を活用したことに伴って、1月から4月末まで当番組への出演を含めたアナウンス業務を休止。この期間中の木・金曜日には、高柳のポジションを他のニュースプレゼンターが事実上分担していた。2024年5月に出演を再開してからは、ニュースプレゼンター担当日の本番前に東京近郊でのロケ取材へ赴いた後に、取材の成果を本番で報告することが相次いでいる。
- 小笠原亘（火・水曜日）

2023年3月28日より出演。1996年にTBS（当時）へ入社して以来、主にスポーツアナウンサーとして活動しているため、入社27年目にして夕方帯の報道番組を初めてレギュラーで担当している。ただし、第2部のJNN枠には、他のニュースプレゼンター（スポーツアナウンサーとしての部下・後輩）が休演した場合に限って出演。
- 加藤シルビア（木・金曜日） 第0部・第1部のみ

2023年3月30日より出演。2013年4月から2017年3月までメインキャスターとして出演した後に、3度の出産と産前産後休暇をはさんで6年振りに復帰している。
メインキャスター時代には全国向けのニュースも担当していたが、「ニュースプレゼンター」として復帰してからは、出演の時間帯を任意ネット枠（第0部・第1部）に限っている。
「歩いて発見!すたすた中継」リポーター
ニュースプレゼンター以外のTBSテレビアナウンサーで、不定期ながら関東地方からの中継リポートを複数回担当している人物を記載。
- 南後杏子
- 御手洗菜々

お天気キャスター（全員、気象予報士）
- 広瀬駿（南気象予報士事務所所属、月・火曜日）

横浜国立大学の大学院で台風を研究した後に、気象予報士資格の取得を経て、北海道テレビ（テレビ朝日系列）の気象キャスターを歴任。南気象予報士事務所を通じて2016年10月に毎日放送との間で専属契約を結んだことを機に、同局の本社がある大阪を拠点に活動している。毎日放送では、『サタデープラス』（全国ネット向けの生放送番組）などへの出演を経て、2021年3月29日から『よんチャンTV』（平日夕方の関西ローカル番組）の全曜日で気象キャスターを務めていた。
当番組には、2023年1月3日放送の『新春スペシャル』で初登場。2023年3月28日以降は、月・火曜日に当番組へ出演する一方で、木・金曜日には『よんチャンTV』の気象キャスターを引き続き担当している。当番組では天気予報以外のロケ企画にも随時参加していて、その企画が毎日放送で流れない第3部で放送されることもある。
- 國本未華（ウェザーマップ所属、水・木曜日）

2020年9月24日より出演。2023年3月まで水 - 金曜日に出演していた。2024年11月27日から2025年2月27日までは國本が産前産後休業に入り休業したため、その間は小野裕子が水・木曜分の担当を引き継いでいた。
- 森田正光（ウェザーマップの創業者・会長、金曜日）

2024年10月の時点では74歳で、（ニュース担当を含めて）当番組における現役最高齢のキャスターおよび、『イブワイ』時代から一貫して出演している唯一のキャスター。当番組では、平日版の開始当初から2020年9月まで、全曜日の天気予報を一手に担っていた。
複数の気象予報士が曜日に応じて天気予報を分担する体制へ移行した2020年10月以降は、自身がレギュラーで担当する曜日を徐々に減らす一方で、他の予報士が休演する日に随時登場。広瀬がキャスター陣に加わるまでは、月・火曜日の天気予報をレギュラーで担当していた。
2024年の4月上旬には、当番組を休演したうえで、皆既日食の鑑賞を目的にメキシコへ渡航することを予定していた。しかし、渡航の前に受けた健康診断で初期の肺腺がんを疑われる症状が肺の左上葉部に見られたため、渡航を取り止めたうえで該当個所の手術を受けた。休演期間中は國本が金曜日の天気予報も担当していたが、術後の経過は良好で、5月以降は当番組への出演を再開している。
2024年2月以降の主なコメンテーター（いずれも隔週交代で出演）
- 月曜日
  - ハロルド・ジョージ・メイ（新日本プロレス元社長）[注釈 14]
- 火曜日
  - 松田丈志（元・競泳選手）[注釈 15]
  - 厚切りジェイソン（お笑いタレント、テラスカイ役員、エンジェル投資家）
- 水曜日
  - 秋元里奈（ビビッドガーデンCEO[45]）
  - 萩谷麻衣子（弁護士）[注釈 16]
- 木曜日
  - 田中ウルヴェ京（メンタルトレーナー、元・シンクロナイズドスイミング選手）[注釈 17]
  - 星浩（ジャーナリスト・元朝日新聞特別編集委員・TBSスペシャルコメンテーター）[注釈 18]
- 金曜日
  - 今村翔吾（歴史・時代小説家）
  - 宋美玄（産婦人科医、性科学者）ほか

ナレーション
以下の人物はTBSテレビのアナウンサーで、担当曜日は「TBSアナウンサー名鑑」ページの記載に基づく。
- 皆川玲奈（月・水曜日）

『ひるおび』金曜日→木・金曜日のアシスタントと並行しながら、2022年4月4日より出演。『ひるおび』では江藤愛が月 - 水曜日にアシスタントを務めているが、江藤が同番組を休演した場合には、アシスタントを代行した後にナレーションへ臨んでいる。
2024年には、第一子の懐妊に伴って、5月の第2週から産前産後休暇を取得。休暇中の出産を経て、10月から当番組のナレーターと『ひるおび』木・金曜日のアシスタントに復帰している。
- 山本匠晃（月・木曜日）

2022年7月7日より出演。2023年3月30日から木曜日のみ『news23』のナレーションを兼務。
2023年10月から2024年12月までの毎月第4月曜日には、当番組のナレーションへ臨んだ後に、『アフター6ジャンクション2』のパートナーを務めていた。2025年1月から『アフター6ジャンクション2』での担当が「第4月曜日を除く月曜日」に変更となるが、当番組のナレーションは引き続き担当する。
以下の人物はアナウンサー以外の担当者で、担当曜日は「ナレーター、声優、タレント」ページの記載に基づく。
- よしいよしこ（ナレーター、火 - 金曜日）

2013年4月2日より出演。
- 大江戸よし々（ナレーター、火・木曜日）

2013年4月2日より出演。
- 古田優児（タレント、月・金曜日）

2014年4月1日より出演。2022年4月4日から2023年3月24日までは月 - 水、金曜日に担当していた。
- 浅野真澄（声優、月・火曜日）

2021年3月29日より出演。
- 岡本和浩（声優、水・金曜日）

2021年4月2日より出演。2022年4月6日から2023年3月24日までは水 - 金曜日に担当していた。
- 和氣あず未（声優、木・金曜日）

2022年4月6日より出演。2022年4月6日から2023年3月24日までは水 - 金曜日に担当していた。

### 日曜版
メインキャスター
- 古田敬郷
- 上村彩子

2025年4月6日から出演。スポーツコーナーも担当するほか、本番前（日曜日の午後）には『TBS NEWS』のキャスターを務めている。
天気キャスター
- 高安奈緒子（気象予報士）

2022年10月2日より出演。

## 過去の出演者

### 平日版

#### 総合司会・ニュース・サブキャスター
| 期間      | 期間      | 総合司会（男性メイン） | 総合司会（男性メイン） | 女性メイン    | 女性メイン    | ニュース1           | ニュース1           |
| 期間      | 期間      | 1部→0部・1部           | 2部                    | 1部→0部・1部  | 2部           | 1部→0部・1部        | 2部                 |
| --------- | --------- | ---------------------- | ---------------------- | ------------- | ------------- | ------------------- | ------------------- |
| 2010.3.29 | 2011.9.30 | 堀尾正明2              | 堀尾正明2              | 長峰由紀2     | 長峰由紀2     | （不在）            | 佐古忠彦            |
| 2011.10.3 | 2012.3.23 | 堀尾正明2              | 堀尾正明2              | 長峰由紀2     | 長峰由紀2     | （不在）            | 藤森祥平            |
| 2012.3.26 | 2013.3.29 | 堀尾正明2              | 堀尾正明2              | 久保田智子    | 久保田智子    | 藤森祥平            | 藤森祥平            |
| 2013.4.1  | 2013.9.27 | 堀尾正明3              | 竹内明4                | 加藤シルビア5 | 加藤シルビア5 | 藤森祥平            | 藤森祥平            |
| 2013.9.30 | 2014.3.28 | 堀尾正明3              | 竹内明4                | 加藤シルビア5 | 加藤シルビア5 | 藤森祥平 古谷有美5  | 藤森祥平 古谷有美5  |
| 2014.3.31 | 2014.10.3 | 堀尾正明3              | 竹内明4                | 加藤シルビア5 | 加藤シルビア5 | 藤森祥平 小林悠5・6 | 藤森祥平 小林悠5・6 |
| 2014.10.6 | 2017.3.31 | 堀尾正明3              | 竹内明 佐古忠彦        | 山内あゆ      | 加藤シルビア  | （不在）            | （不在）            |

| 期間 | 期間       | 総合司会（メイン）    | 総合司会（メイン）  | 総合司会（メイン）    | 男性サブ    | 男性サブ |
| 期間 | 期間       | 月・火曜日            | 水・木曜日          | 金曜日                | 月 - 木曜日 | 金曜日   |
| --- | ---------- | --------------------- | ------------------- | --------------------- | ----------- | -------- |
| 2017.4.3 | 2019.9.27  | 井上貴博 ホラン千秋   | 井上貴博 ホラン千秋 | 井上貴博 ホラン千秋   | 国山ハセン  | 熊崎風斗 |
| 2019.9.30 | 2020.9.18  | 井上貴博 ホラン千秋   | 井上貴博 ホラン千秋 | 井上貴博 ホラン千秋   | 小林廣輝    | 熊崎風斗 |
| 2020.9.21 | 2022.12.28 | 井上貴博 ホラン千秋   | 井上貴博 ホラン千秋 | 井上貴博 ホラン千秋   | （不在）    | （不在） |
| 2023.1.4 | 2023.3.24  | 井上貴博 ホラン千秋   | 井上貴博 ホラン千秋 | 日比麻音子 ホラン千秋 | （不在）    | （不在） |
| 2023.3.27 | 2024.3.22  | 日比麻音子 ホラン千秋 | 井上貴博 ホラン千秋 | 井上貴博 日比麻音子   | （不在）    | （不在） |
| 2024.3.25 | 2025.3.28  | 井上貴博 ホラン千秋   | 井上貴博 ホラン千秋 | 日比麻音子            | （不在）    | （不在） |
| 2025.3.31 | 現在       | 井上貴博 出水麻衣     | 井上貴博 出水麻衣   | 日比麻音子            | （不在）    | （不在） |
| - 1取材キャスターも担当（古谷を除く）。 - 2『イブワイ』から続投。 - 3「ニューズアイ」開始前まで第2部ローカルパートも担当。 - 4 JNN枠にのみ出演し、第1部の一部コーナーも担当。 - 5 サブキャスターも担当（シルビアは「ニューズアイ」開始前まで）。 - 6 隔週水曜の『JNNフラッシュニュース』を兼務。 |            |                       |                     |                       |             |          |

- 堀尾、ホラン以外は出演当時TBS所属。
- 2010年10月1日まで第1部で表示される名前テロップの上に堀尾は「総合司会」、長峰は「TBSアナウンサー」と表記された。これは『イブワイ』時代から引き継がれたものである。
- 2017年4月3日から2020年9月18日までは、ホラン、小林廣輝、熊崎は「キャスター」扱いであるが、本項目では便宜上で「総合司会（メイン）」「女性サブ」「男性サブ」と記す。
- 2020年9月21日からは、小林廣輝、熊崎は「ニュースプレゼンター」扱い。ホランの不在時の代役はこれ以降、良原が担当する。
- 古谷と小林悠は原則JNN枠には出演せず、藤森や加藤の代理として不定期で出演。また、小林悠は取材キャスターとしてでもJNN枠や「ニューズアイ」に不定期で出演した。

#### サブ・コーナーキャスター、ニュースプレゼンター
| 期間      | 期間      | サブ                      | サブ                         | サブ                                 | サブ                         | サブ |
| 期間      | 期間      | 月曜                      | 火曜・水曜                   | 木曜                                 | 金曜                         |      |
| --------- | --------- | ------------------------- | ---------------------------- | ------------------------------------ | ---------------------------- | ---- |
| 2010.3.29 | 2011.4.1  | 藤森祥平 赤荻歩1 山内あゆ | 藤森祥平 赤荻歩1 山内あゆ    | 藤森祥平 赤荻歩1 山内あゆ 田中みな実 | 藤森祥平 赤荻歩1 田中みな実  |      |
| 2011.4.4  | 2011.9.30 | 藤森祥平 赤荻歩1 江藤愛   | 藤森祥平 赤荻歩1 久保田智子3 | 藤森祥平 赤荻歩1 久保田智子3 江藤愛2 | 藤森祥平 赤荻歩1 久保田智子3 |      |
| 2011.10.3 | 2012.3.23 | 久保田智子 赤荻歩1 江藤愛 | 久保田智子 赤荻歩1 古谷有美  | 久保田智子 赤荻歩1 江藤愛            | 久保田智子 赤荻歩1 江藤愛    |      |
| 2012.3.26 | 2012.9.28 | 佐藤渚3 古谷有美          | 佐藤渚3 古谷有美             | 佐藤渚3 吉田明世                     | 佐藤渚3 吉田明世             |      |
| 2012.10.1 | 2013.3.29 | 佐藤渚3 古谷有美          | 佐藤渚3 古谷有美             | 佐藤渚3 林みなほ                     | 佐藤渚3 吉田明世             |      |

| 期間      | 期間      | サブ                         | コーナー                   | コーナー                   | コーナー                   | コーナー                            | コーナー                   | コーナー |
| 期間      | 期間      | サブ                         | 月曜                       | 火曜                       | 水曜                       | 木曜                                | 金曜                       |          |
| --------- | --------- | ---------------------------- | -------------------------- | -------------------------- | -------------------------- | ----------------------------------- | -------------------------- | -------- |
| 2013.4.1  | 2013.9.27 | 古谷有美                     | 山内あゆ                   | 山内あゆ                   | 山内あゆ                   | 小倉弘子                            | 小倉弘子                   |          |
| 2013.9.30 | 2014.3.28 | （加藤と古谷→小林 悠が兼務） | 赤荻歩 小倉弘子 国山ハセン | 赤荻歩 山内あゆ 国山ハセン | 赤荻歩 山内あゆ 熊崎風斗   | 赤荻歩 小倉弘子 小林由未子          | 赤荻歩 山内あゆ 小林由未子 |          |
| 2014.3.31 | 2014.10.3 | （加藤と古谷→小林 悠が兼務） | 赤荻歩 小林由未子 小倉弘子 | 赤荻歩 小林由未子 山内あゆ | 赤荻歩 小林由未子 山内あゆ | 赤荻歩 小林由未子 小倉弘子 熊崎風斗 | 赤荻歩 山内あゆ 小林由未子 |          |

| 期間      | 期間      | コーナー                                                  | コーナー                                               | コーナー                                                       | コーナー                                                  | コーナー            | コーナー            | コーナー |
| 期間      | 期間      | 第0部・第1部                                              | 第0部・第1部                                           | 第0部・第1部                                                   | 第0部・第1部                                              | 第2部               | 第2部               |          |
| 期間      | 期間      | 月曜・火曜                                                | 水曜                                                   | 木曜                                                           | 金曜                                                      | 月曜 - 水曜         | 木曜・金曜          |          |
| --------- | --------- | --------------------------------------------------------- | ------------------------------------------------------ | -------------------------------------------------------------- | --------------------------------------------------------- | ------------------- | ------------------- | -------- |
| 2014.10.6 | 2015.3.27 | 藤森祥平4 赤荻歩 小林悠4 小林由未子 皆川玲奈              | 藤森祥平4 赤荻歩 小林悠4 小倉弘子 品田亮太             | 藤森祥平4 赤荻歩 小林悠4 小倉弘子 小林由未子 熊崎風斗 宇垣美里 | 藤森祥平4 赤荻歩 小林悠4 小倉弘子 小林由未子 宇垣美里     | 潮田玲子            | 小林由未子          |          |
| 2015.3.30 | 2015.8.14 | 赤荻歩4 小林悠4・5 皆川玲奈4 小倉弘子 小林由未子          | 赤荻歩4 小林悠4・5 皆川玲奈4                           | 赤荻歩4 小林悠4・5 皆川玲奈4 小川知子 小林由未子               | 赤荻歩4 小林悠4・5 皆川玲奈4 小川知子 小林由未子          | 潮田玲子            | 小林由未子          |          |
| 2015.8.17 | 2015.9.25 | 赤荻歩4 小林悠4・5 皆川玲奈4 小倉弘子 小林由未子          | 赤荻歩4 小林悠4・5 皆川玲奈4                           | 赤荻歩4 小林悠4・5 皆川玲奈4 小川知子 小林由未子               | 赤荻歩4 小林悠4・5 皆川玲奈4 小川知子 小林由未子          | 小林由未子 皆川玲奈 | 小林由未子 皆川玲奈 |          |
| 2015.9.28 | 2016.3.25 | 赤荻歩4 小林悠4・5 皆川玲奈4 小倉弘子 小林由未子 宇内梨沙 | 赤荻歩4 小林悠4・5 皆川玲奈4 宇内梨沙                  | 赤荻歩4 小林悠4・5 皆川玲奈4 小川知子 小林由未子               | 赤荻歩4 小林悠4・5 皆川玲奈4 小川知子 小林由未子 上村彩子 | 小林由未子 皆川玲奈 | 小林由未子 皆川玲奈 |          |
| 2016.3.28 | 2016.7.29 | 赤荻歩4 古谷有美4 小倉弘子 小林由未子4 上村彩子           | 赤荻歩4 古谷有美4 小倉弘子 佐藤渚 上村彩子             | 赤荻歩4 古谷有美4 小川知子 小林由未子                          | 赤荻歩4 古谷有美4 小川知子 小林由未子                     | 潮田玲子            | 小林由未子          |          |
| 2016.8.1  | 2016.9.30 | 赤荻歩4 古谷有美 小林由未子 小倉弘子 上村彩子 潮田玲子    | 赤荻歩4 古谷有美 小林由未子 小倉弘子 上村彩子 潮田玲子 | 赤荻歩4 古谷有美 小林由未子 小川知子 佐藤渚                    | 赤荻歩4 古谷有美 小林由未子 小川知子 佐藤渚               | 古谷有美 小林由未子 | 古谷有美 小林由未子 |          |
| 2016.10.3 | 2017.3.31 | 赤荻歩4 古谷有美 小林由未子 小倉弘子 日比麻音子           | 赤荻歩4 古谷有美 小林由未子 小倉弘子 伊東楓            | 赤荻歩4 古谷有美 小林由未子 小川知子 山本恵里伽                | 赤荻歩4 古谷有美 小林由未子 小川知子 山本恵里伽           | 古谷有美 小林由未子 | 古谷有美 小林由未子 |          |

| 2017.4.3 | 2019.5.31  | 山内あゆ 小林由未子 山本恵里伽6         | 山内あゆ 小林由未子 山本恵里伽6          | 山内あゆ 小林由未子 山本恵里伽6          | 山内あゆ 小林由未子 山本恵里伽6               | 山内あゆ 小林由未子 山本恵里伽6               |
| 2019.6.3 | 2020.9.18  | 山内あゆ 小林由未子 良原安美            | 山内あゆ 小林由未子 良原安美             | 山内あゆ 小林由未子 良原安美             | 山内あゆ 小林由未子 良原安美                  | 山内あゆ 小林由未子 良原安美                  |
| 2020.9.21 | 2021.5.31  | 山内あゆ 小林由未子 良原安美 小林廣輝   | 山内あゆ 小林由未子 良原安美 小林廣輝    | 山内あゆ 小林由未子 良原安美 小林廣輝    | 山内あゆ 小林由未子 小林廣輝                  | 山内あゆ 小林由未子 良原安美 熊崎風斗7        |
| 2021.6.1 | 2021.6.23  | 山内あゆ 良原安美 小林廣輝              | 山内あゆ 良原安美 小林廣輝               | 山内あゆ 上村彩子 良原安美 小林廣輝      | 山内あゆ 上村彩子 小林廣輝                    | 山内あゆ 上村彩子7 良原安美 熊崎風斗7         |
| 2021.6.24 | 2021.7.16  | 山内あゆ 良原安美                       | 山内あゆ 良原安美                        | 山内あゆ 上村彩子8 良原安美              | 山内あゆ 上村彩子7                            | 山内あゆ 上村彩子7 良原安美 熊崎風斗7         |
| 2021.7.19 | 2021.10.1  | 山内あゆ 良原安美 南波雅俊7・9          | 山内あゆ 良原安美 南波雅俊7・9           | 山内あゆ 上村彩子8 良原安美              | 山内あゆ 上村彩子7                            | 山内あゆ 上村彩子7 良原安美 熊崎風斗7         |
| 2021.10.4 | 2022.9.30  | 日比麻音子 良原安美 南波雅俊7           | 日比麻音子 良原安美 南波雅俊7            | 山内あゆ 上村彩子 渡部峻                 | 上村彩子 山形純菜 齋藤慎太郎7                 | 山内あゆ 山形純菜 熊崎風斗7                   |
| 2022.10.3 | 2022.12.28 | 日比麻音子 良原安美 渡部峻              | 日比麻音子 良原安美 熊崎風斗7            | 山内あゆ 上村彩子 南波雅俊7              | 上村彩子 山形純菜 齋藤慎太郎7                 | 山内あゆ 山形純菜 南波雅俊7                   |
| 2023.1.4 | 2023.3.24  | 日比麻音子 良原安美 渡部峻              | 日比麻音子 良原安美 熊崎風斗7            | 山内あゆ 上村彩子 南波雅俊7              | 上村彩子 山形純菜 齋藤慎太郎7                 | 山内あゆ 山形純菜 南波雅俊7 高柳光希7         |
| 2023.3.27 | 2024.3.22  | 山内あゆ 良原安美 南波雅俊7 齋藤慎太郎7 | 良原安美 南波雅俊7 齋藤慎太郎7 小笠原亘7 | 上村彩子 南波雅俊7 齋藤慎太郎7 小笠原亘7 | 上村彩子 加藤シルビア 熊崎風斗7 高柳光希7・10 | 山内あゆ 加藤シルビア 熊崎風斗7 高柳光希7・10 |
| 2024.3.25 | 2025.3.28  | 山内あゆ 良原安美 南波雅俊7 齋藤慎太郎7 | 良原安美 南波雅俊7 齋藤慎太郎7 小笠原亘7 | 熊崎風斗7 小笠原亘7 上村彩子 良原安美    | 上村彩子 加藤シルビア 熊崎風斗7 高柳光希7・10 | 南波雅俊7 加藤シルビア 山内あゆ 高柳光希7・10 |
| - 開始時点でのキャスターは、全員『イブワイ』から続投。 - 1 2010年7月から9月まで水曜の『JNNフラッシュニュース』を兼務。 - 2 隔週担当。 - 3 『報道特集』を兼務（久保田は2011年8月まで、佐藤は2012年10月から）。 - 4 不定期でニューズアイに出演。 - 5 健康上の理由により2016年2月19日をもって降板し、その後退社した。 - 6 2019年6月より「NEWS23」に担当替えのため。 - 7 スポーツアナウンサーとしても活動しているため、スポーツ中継への出演や、スポーツ関連の取材を優先する場合には休演。 - 8 東京2020オリンピックの期間中には、出演を休止したうえで、TBSテレビが制作するオリンピック中継関連の報道活動へ従事。 当時は、週末に『S☆1』（スポーツ情報番組）のメインキャスターを務めていた。 - 9 東京2020オリンピックの期間中に限って、木曜にも出演。 - 10 TBSテレビの社内留学（入社後から配属されているアナウンスセンター以外の部署での研修）制度を活用したことを機に、2024年1月から4月末までの予定でアナウンス業務を一時的に休止していることに伴って、同年1月から休演。 |            |                                         |                                          |                                          |                                               |                                               |

- 潮田以外は出演当時TBSアナウンサーで、取材を担当することがある。
- 小林由未子は2017年4月3日以降、JNN枠には出演していなかった。
- 第1部で2023年3月27日からのリニューアルを機に新設された「歩いて発見!すたすた中継」をTBSテレビが制作する場合には、放送日のニュースプレゼンターから一部のアナウンサー（2024年1月の時点では齋藤・小笠原・上村）が、中継先からのリポートを交互に担当。リポートを担当する日には、基本として「すたすた中継」以外のパート（Nスタジオ）に出演しない。

#### お天気コーナー
- ●の人物はメインキャスター／ニュースキャスターで、休演する場合や、報道系の生中継にのみ出演する場合には代理者が担当。
- ○はサブキャスターで、担当の曜日に出演[注釈 19]。

| 期間       | 期間       | キャスター | キャスター | キャスター | キャスター | パートナー                                             | パートナー                                             | パートナー                                             | パートナー                      | パートナー                  | パートナー                  |                         |
| 期間       | 期間       | キャスター | キャスター | キャスター | キャスター | 第0部                                                  | 第0部                                                  | 第0部                                                  | 第1部                           | 第2部                       | 第2部                       |                         |
| 期間       | 期間       | 月曜・火曜 | 水曜       | 木曜       | 金曜       | 月曜 - 水曜                                            | 木曜                                                   | 金曜                                                   | 第1部                           | 月曜 - 木曜                 | 金曜                        |                         |
| ---------- | ---------- | ---------- | ---------- | ---------- | ---------- | ------------------------------------------------------ | ------------------------------------------------------ | ------------------------------------------------------ | ------------------------------- | --------------------------- | --------------------------- | ----------------------- |
| 2010.3.29  | 2010.9.24  | 森田正光   | 森田正光   | 森田正光   | 森田正光   | （放送なし）                                           | （放送なし）                                           | （放送なし）                                           | 山内あゆ○ 田中みな実○           | せいしゅうくん みれなちゃん | せいしゅうくん みれなちゃん |                         |
| 2010.9.27  | 2011.4.1   | 森田正光   | 森田正光   | 森田正光   | 森田正光   | （放送なし）                                           | （放送なし）                                           | （放送なし）                                           | 山内あゆ○ 田中みな実○           | ゆのちゃん れおくん         | ゆのちゃん れおくん         |                         |
| 2011.4.4   | 2011.9.30  | 森田正光   | 森田正光   | 森田正光   | 森田正光   | （放送なし）                                           | （放送なし）                                           | （放送なし）                                           | 江藤愛○ 久保田智子○             | 江藤愛○ 久保田智子○         | 江藤愛○ 久保田智子○         | 江藤愛○ 久保田智子○     |
| 2011.10.3  | 2012.3.23  | 森田正光   | 森田正光   | 森田正光   | 森田正光   | （放送なし）                                           | （放送なし）                                           | （放送なし）                                           | 久保田智子○                     | 江藤愛○ 古谷有美○           | 江藤愛○ 古谷有美○           |                         |
| 2012.3.26  | 2012.9.28  | 森田正光   | 森田正光   | 森田正光   | 森田正光   | （放送なし）                                           | （放送なし）                                           | （放送なし）                                           | 古谷有美○ 吉田明世○             | 久保田智子●                 | 久保田智子●                 |                         |
| 2012.10.1  | 2013.3.29  | 森田正光   | 森田正光   | 森田正光   | 森田正光   | （放送なし）                                           | （放送なし）                                           | （放送なし）                                           | 古谷有美○ 林みなほ○ 吉田明世○   | 久保田智子●                 | 久保田智子●                 |                         |
| 2013.4.1   | 2013.9.27  | 森田正光   | 森田正光   | 森田正光   | 森田正光   | （放送なし）                                           | （放送なし）                                           | （放送なし）                                           | 加藤シルビア● 古谷有美○         | 加藤シルビア● 古谷有美○     | 加藤シルビア● 古谷有美○     | 加藤シルビア● 古谷有美○ |
| 2013.9.30  | 2014.3.28  | 森田正光   | 森田正光   | 森田正光   | 森田正光   | 堀尾正明●                                              | 堀尾正明●                                              | 堀尾正明●                                              | 山内あゆ○ 小倉弘子○             | 古谷有美●                   | 古谷有美●                   |                         |
| 2014.3.31  | 2014.10.3  | 森田正光   | 森田正光   | 森田正光   | 森田正光   | 堀尾正明●                                              | 堀尾正明●                                              | 堀尾正明●                                              | 山内あゆ○ 小倉弘子○             | 小林悠● 小林由未子○         | 小林悠● 小林由未子○         |                         |
| 2014.10.6  | 2015.3.27  | 森田正光   | 森田正光   | 森田正光   | 森田正光   | 堀尾正明●                                              | 堀尾正明●                                              | 堀尾正明●                                              | 皆川玲奈○ 宇垣美里○             | 潮田玲子 小林由未子○        | 潮田玲子 小林由未子○        |                         |
| 2015.3.30  | 2015.8.14  | 森田正光   | 森田正光   | 森田正光   | 森田正光   | 堀尾正明●                                              | 堀尾正明●                                              | 堀尾正明●                                              | 皆川玲奈○ 小林悠○               | 潮田玲子 小林由未子○        | 潮田玲子 小林由未子○        |                         |
| 2015.8.17  | 2015.9.25  | 森田正光   | 森田正光   | 森田正光   | 森田正光   | 堀尾正明●                                              | 堀尾正明●                                              | 堀尾正明●                                              | 皆川玲奈○ 小林悠○               | 小林由未子○ 皆川玲奈○       | 小林由未子○ 皆川玲奈○       |                         |
| 2015.9.28  | 2016.3.25  | 森田正光   | 森田正光   | 森田正光   | 森田正光   | 堀尾正明●                                              | 堀尾正明●                                              | 堀尾正明●                                              | 宇内梨沙○ 上村彩子○             | 小林由未子○ 皆川玲奈○       | 小林由未子○ 皆川玲奈○       |                         |
| 2016.3.28  | 2016.7.29  | 森田正光   | 森田正光   | 森田正光   | 森田正光   | 堀尾正明●                                              | 堀尾正明●                                              | 堀尾正明●                                              | 上村彩子○ 古谷有美○             | 潮田玲子 小林由未子○        | 潮田玲子 小林由未子○        |                         |
| 2016.8.1   | 2016.8.19  | 森田正光   | 森田正光   | 森田正光   | 森田正光   | 堀尾正明●                                              | 堀尾正明●                                              | 堀尾正明●                                              | 上村彩子○ 古谷有美○             | 竹内明●                     | 竹内明●                     |                         |
| 2016.8.22  | 2016.9.30  | 森田正光   | 森田正光   | 森田正光   | 森田正光   | 潮田玲子 佐藤渚○                                       | 潮田玲子 佐藤渚○                                       | 潮田玲子 佐藤渚○                                       | 上村彩子○ 小林由未子○           | 竹内明●                     | 竹内明●                     |                         |
| 2016.10.3  | 2017.3.31  | 森田正光   | 森田正光   | 森田正光   | 森田正光   | 小林由未子○ 古谷有美○                                  | 小林由未子○ 古谷有美○                                  | 小林由未子○ 古谷有美○                                  | 日比麻音子○ 伊東楓○ 山本恵里伽○ | 竹内明●                     | 竹内明●                     |                         |
| 2017.4.3   | 2018.7.13  | 森田正光   | 森田正光   | 森田正光   | 森田正光   | 小林由未子○                                            | 小林由未子○                                            | 小林由未子○                                            | 山本恵里伽○                     | ホラン千秋●                 | ホラン千秋●                 |                         |
| 2018.7.16  | 2020.9.18  | 森田正光   | 森田正光   | 森田正光   | 森田正光   | 小林由未子○                                            | 小林由未子○                                            | 小林由未子○                                            | 井上貴博●                       | ホラン千秋●                 | ホラン千秋●                 |                         |
| 2020.9.21  | 2021.1.15  | 森田正光   | 森田正光   | 國本未華   | 國本未華   | 小林由未子○                                            | 小林由未子○                                            | 小林由未子○                                            | 井上貴博●                       | ホラン千秋●                 | ホラン千秋●                 |                         |
| 2021.1.18  | 2021.4.23  | 森田正光   | 國本未華   | 國本未華   | 國本未華   | 小林由未子○                                            | 小林由未子○                                            | 小林由未子○                                            | 井上貴博●                       | ホラン千秋●                 | ホラン千秋●                 |                         |
| 2021.4.26  | 2021.7.16  | 森田正光   | 國本未華   | 國本未華   | 國本未華   | 良原安美○ 上村彩子○ 熊崎風斗○                          | 良原安美○ 上村彩子○ 熊崎風斗○                          | 良原安美○ 上村彩子○ 熊崎風斗○                          | （不在）                        | ホラン千秋●                 | ホラン千秋●                 |                         |
| 2021.7.19  | 2021.10.1  | 森田正光   | 國本未華   | 國本未華   | 國本未華   | 良原安美○                                              | 上村彩子○                                              | 熊崎風斗○                                              | （不在）                        | ホラン千秋●                 | ホラン千秋●                 |                         |
| 2021.10.4  | 2023.3.31  | 森田正光   | 國本未華   | 國本未華   | 國本未華   | （当日のニュースプレゼンターから 1名が日替わりで担当） | （当日のニュースプレゼンターから 1名が日替わりで担当） | （当日のニュースプレゼンターから 1名が日替わりで担当） | （不在）                        | ホラン千秋●                 | ホラン千秋●                 |                         |
| 2023.3.27  | 2024.11.22 | 広瀬駿     | 國本未華   | 國本未華   | 森田正光   | （当日のニュースプレゼンターから 1名が日替わりで担当） | （当日のニュースプレゼンターから 1名が日替わりで担当） | （当日のニュースプレゼンターから 1名が日替わりで担当） | （不在）                        | ホラン千秋●                 | 日比麻音子●                 |                         |
| 2024.11.25 | 2025.2.28  | 広瀬駿     | 小野裕子   | 小野裕子   | 森田正光   | （当日のニュースプレゼンターから 1名が日替わりで担当） | （当日のニュースプレゼンターから 1名が日替わりで担当） | （当日のニュースプレゼンターから 1名が日替わりで担当） | （不在）                        | ホラン千秋●                 | 日比麻音子●                 |                         |
| 2025.3.3   | 現在       | 広瀬駿     | 國本未華   | 國本未華   | 森田正光   | （当日のニュースプレゼンターから 1名が日替わりで担当） | （当日のニュースプレゼンターから 1名が日替わりで担当） | （当日のニュースプレゼンターから 1名が日替わりで担当） | （不在）                        | ホラン千秋●                 | 日比麻音子●                 |                         |

- 森田と國本と広瀬と小野は気象予報士で、森田は『イブワイ』から続投。
- 2010年度のみ第2部は子役タレントが「お天気キッズ」として出演。
- 広瀬は『よんチャンTV』（毎日放送）木曜・金曜分の気象キャスターを兼務[注釈 20]。

#### 取材キャスター
- 岩井健浩（当時TBSアナウンサー、2010年3月29日 - 2011年9月30日）

『イブワイ』、『総力報道』から続投。
- 西垣佑亮（当時TBS報道局記者）

事件・企画取材を担当。第2部『ニューズアイ』にも時折出演。

#### ニュースリーダー
- 升田尚宏☆★
- 鈴木順 ☆★
- 向井政生 ☆★
- 赤荻歩 ☆
- 小川知子
- 秋沢淳子

全員、出演当時TBSアナウンサー。

#### コメンテーター
過去のコメンテーターは五十音順で以下の通り。肩書はいずれも出演当時のもの。
- 飯田泰之（明治大学政治経済学部准教授）
- 石川和男（NPO法人 社会保障経済研究所代表）
- 泉谷しげる☆（シンガーソングライター、俳優）
- 石井秀代（フードコンサルタント）
- 石渡美奈（ホッピービバレッジ代表取締役社長）
- 碓井広義（上智大学文学部新聞学科教授）
- 内野雅一☆（週刊エコノミスト編集長）
- 遠藤典子（週刊ダイヤモンド副編集長）
- 大宮エリー（脚本家、CMディレクター）
- 荻原博子（経済ジャーナリスト）
- 門田隆将（ノンフィクション作家）
- 川上和久（国際医療福祉大学教授[注釈 21]）
- 岸井成格（毎日新聞特別編集委員、TBSスペシャルコメンテーター[注釈 22]）
- 北野大（明治大学理工学部教授）
- 小林弘幸（医師、順天堂大学医学部教授）
- 志賀こず江（弁護士）
- 篠原靖（跡見学園女子大学准教授）
- 渋谷和宏（経済ジャーナリスト）
- 水道橋博士（お笑い芸人、浅草キッド）
- 杉山愛☆（元プロテニスプレーヤー）
- 杉尾秀哉（当時TBS解説・専門記者室長[注釈 23]）

2010年6月2日放送の『Nスタスペシャル』への出演を経て、同年6月8日より出演し、2011年以降は週3日程度出演していたが、同年10月から月曜日 - 木曜日に出演していた。祝日にあたる場合や杉尾の夏季休暇時は、不定期出演のコメンテーター1名が出演することがあった。2012年3月26日から2013年3月28日までは第1部と全国のニュースに出演していた。
- 鈴木大地（スポーツ庁初代長官、順天堂大学教授[注釈 24]）
- 鈴木琢磨（毎日新聞編集委員）
- 田崎史郎◎（時事通信社解説委員長）
- 田中里沙（宣伝会議編集室長）
- なぎら健壱☆（タレント、シンガーソングライター）
- 成田悠輔（エール大学准教授、経済学者）
- にしゃんた（羽衣国際大学准教授、タレント）
- 長谷川博一（こころぎふ臨床心理センター センター長）
- 播磨卓士（TBSテレビ報道局解説委員）
- 春香クリスティーン（タレント）
- 別所哲也（俳優）
- ペリー荻野（コラムニスト、時代劇研究家）
- 細川昌彦（中部大学特任教授、愛知県政策顧問[注釈 25]）
- 牧嶋博子（TBSテレビ報道局解説室長[注釈 26]、元・TBSアナウンサー）
- 松岡ゆみこ（タレント、立川談志の長女）
- 舛添要一（元厚生労働大臣）[注釈 27]
- 宮田佳代子（キャスター、城西国際大学客員教授）
- 元村有希子（毎日新聞東京本社論説委員兼編集委員[注釈 28]）
- 森永卓郎（経済アナリスト、獨協大学経済学部教授）
- 山室惠（弁護士）
- 与良正男（毎日新聞専門編集委員）
- 若新雄純（NEWYOUTH代表取締役、慶應義塾大学特任准教授）[注釈 29]
- 渡辺敦美（日経トレンディ編集長）
- 渡部陽一（戦場カメラマン、フォトジャーナリスト）

ほか

#### 前枠番組（『ゴゴスマ』）からの出演者
- 石井亮次（フリーアナウンサー）

『ゴゴスマ』のメインキャスターで、制作局であるCBCテレビの元・アナウンサー。2023年12月まで当番組のオープニングで放送されていた「きょうの"気になる"60秒」に限って、CBCテレビの本社（名古屋市）に所在する『ゴゴスマ』のスタジオから生中継で出演していた。
石井が休暇などで『ゴゴスマ』を休演していた日にも、メインキャスターの代行者（本来は金曜日のスタジオパネラーである河合郁人など）が「きょうの"気になる"60秒」に参加。2022年2月21日（月曜日）からの5日間は、石井が新型コロナウイルス感染症への罹患によって『ゴゴスマ』への出演を見合わせていたため、メインキャスターを代行していたCBCテレビのアナウンサー（24日のみ光山雄一朗・他の4日間は若狭敬一）を出演させていた。

#### ナレーション
- 皆川玲奈（月・金曜日）
- 山本匠晃（木曜日）
- トビー上原（ナレーター、月・木・金曜日）
- 古田優児（タレント、月 - 水、金曜日）
- 岡本和浩（声優、水 - 金曜日）
- 和氣あず未（声優、水 - 金曜日）

#### 備考

##### 平日版における「メインキャスター3人制」移行後の代演体制
メインキャスターから少なくとも1人が休演や取材などでNスタジオへ出演できない場合には、井上とホランが全曜日のメインキャスターを務めていた時期から、基本として担当曜日のニュースプレゼンターから1名がメインキャスター代理を兼務している。

###### 2023年度
- 井上・ホラン・日比による「メインキャスター3人制」への移行を機に、メインキャスターからいずれか1名の休演があらかじめ決まっている週には、場合によって他のメインキャスターを以下のように代演させていた。この場合に代演するメインキャスターは、2022年12月までの井上・リニューアル前のホランと同様に、基本として同じ週における本来の担当日にも出演していた。
  - 井上がNスタジオへ出演できない場合：水・木曜日には日比、金曜日にはホランが代演。
  - 日比がNスタジオへ出演できない場合：月・火曜日には井上、金曜日にはホランが代演。
  - ホランがNスタジオへ出演できない場合：月・火曜日には井上、水・木曜日には日比が代演。
    - 2023年6月14日（水曜日）には、ホランの体調不良による休演を受けて、日比がメインキャスターを急遽代行。当日に出演を予定していた『アフター6ジャンクション』では、当時木曜日のパートナーだった宇内梨沙を日比の代理に立てることで対応した。
      - 『アフター6ジャンクション』は同年10月から、『アフター6ジャンクション2』と改題したうえで、放送の日時を月 - 木曜日の22時 - 23時30分に変更。日比は（カレンダー上の）第4週を除く火曜日でパートナーを続けているが、当番組の本番後に出演できるようになったほか、水曜日に井上かホランが休演した場合にメインキャスターを代行することへの支障も事実上消滅している。
- 2024年平日版のレギュラー放送は1月4日（木曜日）から始まったが、令和6年能登半島地震が1日（月曜日）の夕方（年始短縮版の本番直前）に発生したことを受けて、当時の平日版キャスター陣から井上・日比・南波（いずれもTBSテレビの現職アナウンサー）が震源に近い能登半島（石川県）での取材を分担。このような事情から、1月4日以降の平日版では「きょうの"気になる"60秒」を休止しているほか、同月9日（火曜日）まではメインキャスターの配置に以下のような暫定措置を講じていた。なお、苗字を最初に記した人物は当該曜日における本来のメインキャスターで、第0部のオープニングパートにNスタジオから単独で出演。このパートでは、能登半島での取材に従事しているメインキャスターやニュースプレゼンターが、Nスタジオ側のメインキャスターとのやり取りを交えながら取材先の状況を生中継で伝えている。
  - 1月4日（木曜日）：ホラン×熊崎（本来は木・金曜日のニュースプレゼンター＝第0部の途中から出演）
    - 本来は水 - 金曜日に担当している井上が、前日（1月3日）の『Nスタ　新春スペシャル』をTBS放送センターのNスタジオからホランと共に進行した後に、能登半島での取材を始めたことに伴う措置。当日は、井上が珠洲市、「JNN取材団」の一員として2日から能登半島を取材している南波が輪島市からの生中継で出演した（当該項を参照）。
    - ホラン・熊崎コンビによるNスタジオでの全編進行は、2月1日（木曜日）放送分でも実現した。能登半島地震の発生から当日で1ヶ月を経過することに際して、井上がこの日に珠洲市内を再び取材していたことによる。井上は翌2日（金曜日）にNスタジオから出演していたが、本来は金曜日に共演している日比が体調不良で出演を見合わせたことを受けて、山内あゆ（本来は月・金曜日のニュースプレゼンター）が日比の代理扱いで井上と初めてコンビを組んだ。

  - 1月5日（金曜日）：日比×熊崎（第0部の途中から出演）
    - 4日と同じ事情に伴う措置で、井上は珠洲市・南波は能登町からの生中継で出演。ホランは放送上、「経済三団体共催2024年新年会」への出席者に対するインタビュー映像（当日の本番前に収録）にのみ登場していた。
    - 『アフター6ジャンクション』シリーズで『アフター6ジャンクション』としての開始当初（2018年4月）から別々の曜日にパートナーをレギュラーで務めている日比と熊崎が、当番組のメインキャスターとしてコンビを組むことは、日曜版を含めてもこの日が初めてであった。

  - 1月8日（月曜日＝成人の日）:ホラン×南波（本来は月 - 水曜日のニュースプレゼンター：第0部の途中から出演）
    - 本来は月・火・金曜日に担当している日比が、井上・南波に代わって1月6日（日曜日）から能登半島を取材していたことに伴う措置。当日は、輪島市からの生中継で出演した。

  - 1月9日（火曜日）:ホラン×南波（第0部の途中から出演）
    - 日比は前日に続いて、輪島市からの生中継で出演。本人がパートナーを務めることを前週に告知していた『アフター6ジャンクション2』では、熊崎を急遽代役に立てた。
    - 1月10日（水曜日）以降はメインキャスターを通常の配置に戻しているが、同日の放送分では、水曜日の生放送に本来登場しない日比も珠洲市からの生中継で出演。11日（木曜日）と12日（金曜日）には、能登半島での取材を、日比に代わって南波が再び担当していた。なお、南波は15日（月曜日）から「ニュースプレゼンター」としてのNスタジオ出演を再開。

###### 2024年度
月 - 木曜分を井上・ホラン、金曜分を「メインアナウンサー」（日比・山内・南波）による共同進行体制へ移行させた関係で、年度上半期（2024年4 - 9月）には「メインキャスターが休演した場合に他曜日のメインキャスターが代演する」という事態が発生しなかった。
ちなみに、日比は2024年パリオリンピックの開幕週（7月第4週）から閉幕（日本時間で8月11日）の直後まで、開催国のフランスへ派遣。派遣の目的がTBSテレビ系列向けの報道活動であったことから、当番組の平日版にも、曜日を問わず一部の時間帯で取材先（主にパリ市内）からの生中継や取材ロケの映像に登場していた。この間の金曜分では、基本として「メインアナウンサー」の山内と南波がメインキャスターを共同で代行。山内が他番組の収録との兼ね合いで休演した8月4日（金曜日）には、水・木曜日の「ニュースプレゼンター」と『news23』金曜日のメインキャスターを2024年4月から兼務している上村が、『news23』の本番前に当番組のメインキャスターを南波と共に任されていた。
逆に、2024年11月15日（金曜日）放送分は、日比と山内のコンビで全編を進行した。南波がスポーツアナウンサーとしての活動（WBSC 世界野球プレミア12・オープニングラウンドの日本代表戦中継における実況・リポート）で台湾に滞在していたことに伴う措置だったが、本人も現地からの生中継で任意ネット枠の一部に出演している。

##### コメンテーターの出演体制の変遷
- 2011年10月から月 - 木曜日（祝日を除く）のコメンテーターは杉尾のみの出演になり、金曜日のみ不定期で2名の出演（2012年4月からは金曜1名に）
- 2012年10月から月 - 木曜日（祝日を除く）のコメンテーターは杉尾に加え不定期コメンテーター1人出演。（杉尾は全国ニュースパートまで出演するが、不定期コメンテーターは第1部のみの出演となる。）金曜日については主に松原耕二と不定期コメンテーター1人出演。
- 2013年3月で杉尾・松原が降板。毎日不定期コメンテーター1人の出演となり、第2部の全国のニュース枠を除いて出演。なお一部のコメンテーターは出演曜日が固定されていた。
- 2013年9月30日からは毎日不定期コメンテーター2名の出演となり、原則第0部と第1部の出演となる。
- 2014年2月、ソチ冬季オリンピック開催中は村主章枝（ソルトレーク五輪・トリノ五輪フィギュアスケート女子日本代表）と不定期コメンテーター1名での出演[注釈 30] となる。
- 2014年4月以降は、一部を除き曜日別でコメンテーターが固定された。
- 2017年4月以降は、不定期コメンテーター1名が、2020年9月18日までは原則第1部の「トクする!3コマニュース」終了時（17:39頃）まで出演していたが、2020年9月21日のリニューアル以降は「トクする!3コマニュース」→「気になる!3コマニュース」のコーナー開始時間が早まった関係で「気になる!3コマニュース」終了時（17:18頃）までの出演となっているが、2020年11月以降は一部のコメンテーターは第2部（JNN協定枠を除く）の「ここが知りたい」終了時（18:40頃）まで出演することがある。

### 日曜版
| 期間 | 期間      | メインキャスター1                         | メインキャスター1                         | スポーツ    | お天気           |
| 期間 | 期間      | 男性                                      | 女性                                      | スポーツ    | お天気           |
| --- | --------- | ----------------------------------------- | ----------------------------------------- | ----------- | ---------------- |
| 2010.4.4 | 2010.8.15 | 杉山真也2                                 | 小川知子                                  | （不在）3   | 増田雅昭 山本潤4 |
| 2010.8.22 | 2011.3.27 | 杉山真也2                                 | 山田愛里5                                 | （不在）3   | 増田雅昭 山本潤4 |
| 2011.4.3 | 2011.9.25 | 蓮見孝之                                  | 小川知子                                  | （不在）3   | 増田雅昭 山本潤4 |
| 2011.10.2 | 2012.3.18 | 蓮見孝之                                  | 小川知子                                  | （不在）3   | 増田雅昭6        |
| 2012.3.25 | 2014.3.30 | 赤荻歩                                    | 長峰由紀                                  | （不在）3   | 増田雅昭6        |
| 2014.4.6 | 2014.6.29 | 国山ハセン                                | 長峰由紀                                  | 林みなほ7   | 増田雅昭6        |
| 2014.7.6 | 2015.9.27 | 伊藤隆太8                                 | 長峰由紀                                  | 林みなほ7   | 増田雅昭6        |
| 2015.10.4 | 2016.3.27 | 伊藤隆太8                                 | 長峰由紀                                  | 上村彩子7   | 増田雅昭6        |
| 2016.4.3 | 2017.3.26 | 国山ハセン9                               | 長峰由紀                                  | 上村彩子7   | 河津真人6        |
| 2017.4.2 | 2017.8.27 | 品田亮太8                                 | 長峰由紀                                  | 日比麻音子7 | 河津真人6        |
| 2017.9.3 | 2018.9.30 | 喜入友浩                                  | 長峰由紀                                  | 日比麻音子7 | 河津真人6        |
| 2018.10.7 | 2019.5.26 | （不在）                                  | 長峰由紀 岡村仁美                         | 喜入友浩    | 奈良岡希実子6    |
| 2019.6.2 | 2020.9.27 | 赤荻歩                                    | 宇賀神メグ                                | 宇内梨沙7   | 奈良岡希実子6    |
| 2020.10.4 | 2021.3.28 | 赤荻歩                                    | 宇賀神メグ                                | 齋藤慎太郎7 | 奈良岡希実子6    |
| 2021.4.4 | 2021.10.3 | 赤荻歩                                    | 若林有子                                  | 齋藤慎太郎7 | 奈良岡希実子6    |
| 2021.10.10 | 2022.9.25 | 赤荻歩                                    | 若林有子                                  | 小沢光葵8   | 奈良岡希実子6    |
| 2022.10.2 | 2023.3.26 | 赤荻歩                                    | 若林有子                                  | 小沢光葵8   | 高安奈緒子6      |
| 2023.4.2 | 2023.9.17 | （不在）                                  | 出水麻衣 若林有子                         | 渡部峻7・8  | 高安奈緒子6      |
| 2023.10.8 | 2024.6.2  | 渡部峻                                    | 出水麻衣                                  | 渡部峻7・8  | 高安奈緒子6      |
| 2024.6.9 | 2024.9.29 | 出水麻衣＋（男女を問わず）週替わりで1名10 | 出水麻衣＋（男女を問わず）週替わりで1名10 | （不在）3   | 高安奈緒子6      |
| 2024.10.6 | 2025.3.30 | （不在）                                  | 出水麻衣 吉村恵里子1                      | （不在）3   | 高安奈緒子6      |
| 2025.4.6 | 現在      | 古田敬郷                                  | 上村彩子                                  | （不在）3   | 高安奈緒子6      |
| - 1 女性は2017年3月までの大半の期間と2024年10月以降に『TBS NEWS』（日曜午後の関東ローカル向け定時ニュース）、男性は2014年6月まで昼の『JNNニュース』のキャスターを兼務。 2019年10月からの赤荻の担当を機に、昼の『JNNニュース』の兼務が再開された。 - 2 日曜夕方の『THE NEWS』から続投。 - 3 メインキャスターが担当。 - 4 2011年3月6日まで「あすのそら色」、同年4月3日から「Sunトピ」（VTR出演）を担当。 - 5 小川の産休入りに伴う。 - 6 「Sunトピ」も担当。 - 7 『報道特集』のスポーツキャスターを兼務。 - 8 『JNNフラッシュニュース』と「JNN NEWS」（『S☆1』への内包分）のキャスターを兼務（渡部は2023年9月まで担当）。 - 9 『アッコにおまかせ!』の進行担当を兼務。 |           |                                           |                                           |             |                  |

- 「お天気」以外のキャスターはいずれも、担当の時点でTBSテレビの現職アナウンサー。

## 主なコーナー
◎印を付けたコーナーでは、放送日から1週間までの期間を基調に、取材・生中継の映像やスタジオパートの同録映像を編集した動画を『TBS NEWS DIG Powered by JNN』（JNN系列の全加盟局が共同で運営しているニュース配信サイト）から配信。重大な事件・事故・異常気象が発生していたり、ゲストを特別に招いたり、TBSテレビ系列で夕方 - 夜間の時間帯に特別編成を実施したりするなどの事情で、予定していた放送内容やコーナーの開始時間を変更することもある。

### 平日版
- オープニング

2021年3月26日（金曜日）までの一時期には「赤坂TBS前」（基本として赤坂サカス→大雨や強風に見舞われている場合には屋根の付いたTBS放送センターのエントランス）からの生中継による「1分天気」、2021年3月29日から2023年12月までは「きょうの"気になる"60秒」（CBCテレビ本社スタジオとの二元中継による『ゴゴスマ』とのクロスプログラム）を冒頭の1分間に組み込んでいた。それ以外の時期には、基本としてTBS放送センター内のNスタジオから放送。当日のメインキャスターがテレビカメラに向かって横並びで一礼した後に、フリートークをひとしきり展開している。
井上が出演する場合には、「こんにちは、3時49分（2024年3月21日までは3時50分）を回りました。『Nスタ』の時間です」という口上を必ず入れている。その一方で、メインキャスターやニュースプレゼンターから1名が重大なニュース・自然災害関連の取材へ従事している日には、取材先とNスタジオの二元中継方式で放送することがある。
タイトルのCG映像については、2023年3月27日のリニューアルから第1部の冒頭（16:50）、同年10月9日（いずれも月曜日）からJNN枠の冒頭（17:50）でもテーマソングと合わせて短縮版を挿入。Nスタジオの映像へ切り替わったタイミングで、メインキャスターが第1部から（またはJNN枠のみ）のネット局での視聴者に向けて改めて挨拶している。このような構成へ移行する前はトップニュースのVTRから放送していて、2023年9月までのJNN枠では、VTRの放送後にメインキャスターが挨拶。その一方で、リニューアル前の第1部では挨拶の時間がなく、メインキャスターはVTRに続いてNスタジオからトップニュースを伝えていた。
- 15時49分からの1分間

2021年3月29日からは番組構成上、厳密には「ゴゴスマ・Nスタかけあい」コーナーとなっており、オープニングとは別コーナーの扱いである。
この枠では、直前番組である『ゴゴスマ』（CBC）のスタジオと本番組のスタジオを中継で繋ぎ、当日Nスタで伝える内容などをテーマに約1分間のトークを行う。
- 天気予報

第0部・第1部・第2部にレギュラーで編成。日本列島の全域（または一部）で異常気象が発生している場合や、発生が予想される場合には、気象予報士がJNN枠にも出演する。
前述した「1分天気」では、当日のニュースプレゼンターから1名が進行を担当。TBSテレビが関東地方に設置している情報カメラから1ヶ所の映像を流しながら、気象予報士が全国と関東地方向けの天気予報を伝えていた。その後は2023年3月24日（金曜日）まで、16:30頃に全国向けの天気予報を放送。翌週（同月27日）からは基本として、16:00頃に関東地方向けの予報、16:30頃に全国向けの予報を伝えている。
16:30頃の天気予報には、2023年3月24日以前から、気象予報士・ニュースプレゼンター（1名）・Boonaの着ぐるみが「赤坂TBS前」からの生中継に揃って出演。16:00頃の天気予報には「Boonaのイチバン天気」というコーナー名が付けられていて、気象予報士だけが生中継に登場している。
2023年3月27日（月曜日）以降の放送では、気象予報士が「ミニBoonaちゃん」（片手だけでも扱えるBoonaのぬいぐるみ）を右手に持ちながら、メインキャスター（月 - 木曜日はホラン／金曜日は日比）からの呼び掛けに応じる格好で16:00頃に関東地方の気象概況を紹介（第0部ネット局のうち、東海地方の天気予報に差し替えるCBCテレビを除く各局でもそのまま放送）。ぬいぐるみには予報のポイントを記したボードが腹部に付けられていて、気象予報士は概況を伝え終えた後に、「この後4時半から、『大きくなったBoonaちゃん』（Boonaの着ぐるみ）と一緒に全国の天気（予報）をお伝えします」との予告で中継を切り上げている。
16:30頃の天気予報では、「Boonaのキニナル」→「BoonaのキニナルLIFE」と称して、予報のポイントを後半に紹介している。「BoonaのキニナルLIFE」への改称後には、出演者が「Boonaの・・キニナルLIFE!」と言いながら、『ウルトラシリーズ』（テレビドラマ版をTBSで制作）でウルトラマンがスペシウム光線を発射する時に似たポーズを一斉に披露。TBSテレビの制作で放送する予定の他番組・同局が制作に関与している映画・同局が主催するイベントの出演者（俳優・タレント・ミュージシャン・芸人など）を「ゲスト」として迎えることも多いが、「BoonaのキニナルLIFE」の冒頭では、「ゲスト」や一般の観覧客も上記のポーズを一斉に披露している。ちなみに、中継の観覧が可能な日には、観覧の希望者に対して当日の16:15までに赤坂サカスへ集合する旨を番組のX（Twitter）公式アカウントから告知。また、観覧客の様子はコーナー終了後に番組のInstagram公式アカウントでも紹介されている。16:00の時点で熱中症警戒アラートが東京都内に出されている場合には観覧を中止しているが、Instagramでの紹介動画の配信については、観覧客を集めていながら重大なニュースの発生などによってコーナーが急遽休止された場合にも実施している。
当番組では例年、「夏休み 子どもお天気キャスター体験イベント」（気象キャスターが講師を務める小学生向けの予約定員制イベント）を8月の「夏休み」（平日の5日間）に開催。期間中の天気予報では、イベントの模様を生中継やVTRで紹介するほか、イベントに参加した小学生から日替わりで1名が16:30頃の中継の冒頭で概況原稿の一部を読んでいる。
2020年9月18日（金曜日）までは、「Nスタの天気予報」という意味で、16:30頃の天気予報に「N天」というコーナー名を付けていた。その一方で、2021年4月26日（月曜日）からは一時、「赤坂TBS前」からの中継を休止していた。
第1部では、女性のメインキャスターからの呼び掛けに応じる格好で、気象予報士がBoonaの着ぐるみと共に出演。気象台から17:00に発表される全国・関東地方向けの天気予報を伝える。2024年3月22日（金曜日）までは後述するCG対応のスタジオに登場していたが、翌週（同月25日）以降は、第0部中盤（16:30頃）の天気予報に続いて「赤坂TBS前」からの生中継で出演している。
2021年4月23日（金曜日）までは、当時全曜日に出演していた井上も、この時間帯のみ天気予報を担当。放送時点での全国における気象概況を表示したメッシュ画像から3ヶ所の観測地点を選んだうえで、当該地点にJNN系列各局が設置している情報カメラの映像をリレー方式で中継した後に、翌日以降の全国の天気予報を伝えていた。2020年9月18日までは、「井上（イノウエ）が伝える天気予報」という意味で、この時間帯の天気予報に「イノ天」というタイトルを付けている。
第2部の天気予報には、TBS放送センター内のスタジオを使用。メインキャスターから1名（2023年1月以降の放送では基本として金曜日に日比／他曜日にホラン）が進行役として参加しながら、気象予報士が関東地方向けの天気予報を伝えている。このスタジオでは、TBSテレビが関東地方の数ヶ所に設置している情報カメラからの映像と、季節に見合ったCGの合成映像を背景に投影。2024年3月22日までは、第1部の天気予報にも使われていた。
ホランが全曜日のメインキャスター・森田が全曜日の気象キャスターを務めていた2020年9月18日までは、「ホラン・森田のトクする天気」というタイトルで放送。【関東周辺の洗濯•東京の服装•東京の雨具•〈花粉（冬〜春）•紫外線（春〜夏）•熱中症（夏〜秋）•乾燥情報（秋〜冬）〉】などを6項目から1項目から2項目ピックアップして「トクする」情報を合わせて伝えていた。
2020年9月21日のリニューアル後は、都心の空のシミュレーション、関東の天気と気温を伝えた後の森田担当時と國本担当時で構成が一部異なっており、森田担当時は、リニューアル前と同様に「トクする天気《月・火曜日》」を伝えているが、國本担当時は、降水確率、関東の洗濯情報、【花粉（冬〜春）•紫外線（春〜夏）•熱中症（夏〜秋）•乾燥情報（秋〜冬）《水 - 金曜日》】を伝えるほか気圧・気温・湿気などをパラメータして「今日・明日くらべてどっち?」として気温の高低や雨量の多少などを示している。雲の動きを伝える気象衛星の映像は、森田担当時は他と同様に長方形のCG画面、國本担当時は地球儀のCGで紹介している。
2022年5月9日のリニューアル後は、森田担当時も國本担当時も編成が殆ど同じになる。東京の洗濯情報や東京の服装&雨具情報を併せて伝え、都心の空のシミュレーション、関東地方の天気と気温の後に、毎日降水確率と関東各地の洗濯情報、【花粉（冬〜春）•紫外線（春〜夏）•熱中症（夏〜秋）•乾燥情報（秋〜冬）】を伝えるようになる。また、「トクする天気」を終了させたほか、「今日・明日くらべてどっち?」は國本担当時に限って放送されるようになった。
2023年3月27日から、第2部の天気予報を視聴者参加型にリニューアル。これを機に、「あした天気になーれ!」（通称「あし天」）というタイトルが付けられている。また、「歌って踊れる気象予報士」との触れ込みで広瀬が気象キャスターへ加わったことを背景に、タイガ（TikTokで人気の振付師）が考案した「あし天ダンス」を公開。東京都内と（島嶼部を除く）近郊の幼稚園・保育園児（年長）と小学生を対象に、「Boona」の着ぐるみと「あし天ダンス」を踊りたい6人以上のグループを募集したうえで、条件に見合ったグループと「Boona」によるダンスの映像を屋根のある場所で平日の午前中に撮影するようになった。なお、撮影された映像は、異常気象の発生時を除いて「あし天」の冒頭で順次放送。『TBS NEWS DIG』では、「あした天気になーれ!」から「あし天ダンス」を除いた天気予報の動画を、「明日の天気　関東」というタイトルで配信している。
- きょうのイチオシ→きょうのイチメン◎

「今日一番知っておきたいニュース」（トップニュース）を新聞の「イチメン」（一面）さながらに取り上げるコーナーで、第0部の16時台前半に放送。基本として、当日のニュースプレゼンターから1名が進行を担当している。日本列島に異常気象が発生している場合や、発生が見込まれる場合には、気象予報士によるスタジオ解説を交えることがある。
- Nスタ NEWS DIG（2022年4月18日 - ）

ジャンルを問わず最新のトピックスから数項目をフラッシュニュース方式で伝えるコーナーで、2020年9月18日（金曜日）までは、16時台・17時台（JNN枠の直前）・18時台（後述）に「Nスタ4」「5:15NEWS」「6:50NEWS」というタイトルで放送。翌週（同月21日）から、コーナー名を「Nスタ News Clip」に統一していた。JNN系列で運営していたニュース配信サイト『TBS NEWS』が、運営体制の一新を機に『TBS NEWS DIG Powered by JNN』へ改称した2022年4月18日（月曜日）から、コーナー名を「Nスタ NEWS DIG」に変更。
18時台の「Nスタ NEWS DIG」については、「6:50NEWS」時代から18:49の飛び乗りポイントに合わせて放送を始めていた関係で、TBS以外のJNN加盟局の一部でも同時ネットを実施していた。しかし、後述する「Nスタニュースランキング」を新設することに伴って、2023年1月20日（金曜日）をもって「エンタメ&カルチャー」（エンディング付近のコーナー）と共に終了。翌週（同月23日）からは、「エンタメ&カルチャー」で扱っていたトピックスを16・17時台の「Nスタ NEWS DIG」で取り上げるようになった。
2023年3月のリニューアルまでは、ホランが全ての曜日でメインキャスターを務めていたため、ホランと当日のニュースプレゼンターが共同で担当。前述したように、ホランはニュース原稿でリード文しか読まないため、ホランの担当するパートではニュースプレゼンターが本文を読み上げていた。リニューアル後は、ニュースナレーターの「影ナレ」に統一しているほか、エンタテインメントに関するトピックスを17時台でのみ取り上げている。
2023年10月2日（月曜日）からは、17時台の「Nスタ NEWS DIG」枠までの時間帯に重大なニュース・異常気象・自然災害が発生していない場合に、この枠を「全国のニュース」扱いでJNN枠内にも拡大することがある。その場合には、17:50の全国向けオープニングパートをはさんで、ニュースナレーターがJNN枠内で2 - 3項目のトピックを伝えている。
- ゲキ推しさん◎（2022年10月3日 - ）

当番組で「ゲキ推し」（大いに応援）したい注目の人物を、取材VTRにスタジオでの解説を交えながら紹介するコーナーで、第0部（16時台の前半）に放送。取り上げた人物によっては、放送後に追加取材を実施したうえで、当コーナーで改めて紹介することもある。
基本として、当日のニュースプレゼンターから1名が担当。ニュースプレゼンターが担当する場合には、事前の取材へ携わらず、スタジオでの解説に専念することが多い。ただし、金曜日には、メインキャスターの日比も「金曜キャスター」時代から随時担当。パリオリンピックが開催された2024年には、4月から6月までの金曜分を「ゲキ推しアスリート　パリ五輪へ」として編成していた関係で、「ゲキ推しアスリート」（オリンピックでの活躍が期待されていた日本代表選手）の練習拠点へのロケ（インタビューの収録や競技の体験取材）にも参加していた。
- ニュース解説→NEWSそのサキ!◎（2023年3月27日 - ）

井上とホランが全曜日のメインキャスターを務めていた時期には、16時台の解説をホラン、17時台の解説を井上が担当していた。
井上・ホランに日比を加えた「メインキャスター3人制」へ移行した2023年3月27日から、『NEWSそのサキ!』に改題したうえで第1部の冒頭（17時台）にのみ放送。メインキャスターの担当日に応じて、井上か日比が進行している。
- 歩いて発見!すたすた中継◎（2023年3月27日 - ）

第1部に組み込まれている生中継企画で、当番組が「すたすた、Nスタ」というキャッチフレーズを掲げるようになったことを機に新設された。中継のテーマにちなんだ三者択一式のクイズをリポーターからメインキャスターとコメンテーターへ1問出した後に、CMをはさんで、リポーターが正解を発表しながらリポートを始めていることが特徴。ただし、重大なニュース・異常気象・深刻な自然災害が第1部の放送中に発生している場合や、このような事象の報道を優先する場合には休止する。
前述したように、TBSテレビが関東地方から中継する場合には、当日のニュースプレゼンターから1名をリポーターに起用。同局が日本国内向けの地上波放送権を独占的に保有する世界陸上競技選手権・アジア競技大会に、ニュースプレゼンターを務めるスポーツアナウンサーがテレビ中継の実況・リポート要員として派遣されている場合には、このアナウンサーが大会中継のPRを兼ねて開催地からリポートを送っている。その一方で、世界各地のJNN海外支局や、TBS以外で第1部を放送しているJNN加盟局も生中継を随時担当。この場合には、支局の特派員や制作局のアナウンサーが出演するほか、海外からの中継では中継先の国の言語による挨拶で始まることが多い。2023年4月末以降の中継では、（当日のニュースプレゼンターを含めた）TBSテレビアナウンサー以外の人物がリポートを担当する場合に、このリポーターが所属する支局名・加盟局名を氏名テロップの上に記載。
- 気になる! 3コマニュース◎（2020年9月21日 - ）

世間で注目されているトピック1項目を、ニュースプレゼンターから1名が解説するコーナー。コーナー名に「3コマ」が入っているのは、取り上げるトピックを「3コママンガ」風に3つの「コマ」（写真や図表）でまとめたボード（通称「ざっくりボード」）を使いながら紹介することによる。
2013年9月30日に「4時だ!Nスタ 日刊ざっくりニュース」として開始したが、翌週には「4時だ!Nスタ 日刊3コマニュース」に改題。2017年4月3日のリニューアルに伴い「トクする! 3コマニュース」改題した上、放送時間は第0部と第1部の2回に変更された（ショッキングなニュースなどを取り扱う場合「トクする!」を称さない）。
2020年9月21日のリニューアルに伴って、放送時間を第1部の前半に変更したうえで「気になる! 3コマニュース」へ改題。3項目分の情報がまとめられた回転式の「ざっくりボード」を使用していたが、実際には1つの項目に絞って解説することが多いため、2023年3月27日からのリニューアルを機に1項目分の無回転式ボードを新調している。
- 特集

「イブワイ好奇心」を引き継ぐ特集コーナー。「Nトク」として開始し、東日本大震災発生後の約1か月間は「絆」特集として、被災地の復興に向けた姿や取り組みなどを放送していた。2013年4月1日「直アタリ!」に改題、2014年3月31日から「今日の特集」に改題し、2014年10月6日から『ニューズアイ』の特集コーナーとして放送されている。2014年10月以降は硬派な内容を扱うことが多くなっており、9月まで比較的多く扱われていたグルメや旅行情報などの内容は「Nトク」→「N探」に移行していたが、2017年4月のリニューアル以降は、再びグルメや生活情報を扱った企画が中心となっているが、稀に硬派な内容を扱うこともある。
第0部の天気コーナー終了後に当日放送予定の内容の予告が流れる。これはネット局にもそのまま流れているため「一部の地域を除く」のテロップが流れている。
『TBS NEWS DIG』では、密着取材系の特集向けに取材した映像や、メインキャスター・ニュースプレゼンター・気象キャスターが登場する企画（「ホランとごはん」「井上貴博のご意見を頂戴できればと存じます！」など）でのロケ映像を編集した動画を放送後に配信することがある。
- ここが知りたい◎（2020年9月21日 - ）

生活密着型の特集コーナーで、ニュースプレゼンターから1名が解説を担当。関東ローカル向けに放送されているが、JNN枠などの全国ニュースで報じられたトピックを解説することも多い。
2016年7月29日までは「Nトク」として、第1部後半に放送。2016年8月1日「N探」に改題し、第2部後半に放送。2017年4月3日「630関心事」に改題。当初はグルメ等の生活情報を扱うことが多かったが、2017年10月からはこの時間までに報じたニュース1項目を専門家ゲストの解説を交えて、改めて取り扱うことがほとんどになっている。2020年9月21日のリニューアルに伴い、コーナー名を「630関心事」から「ここが知りたい」に変更するとともに、ニュース解説を扱う日もあれば生活情報を扱う日もあるなど日によって内容が異なっている。
2023年3月27日からのリニューアルを機に、「ここ知り」という略称を併用しているほか、スタジオ解説で使用するボードを一新。新調されたボードには、コーナー名にちなんで、「ココ」というカタカナが大きく記されている。このような変更を受けて、解説役のニュースプレゼンターは、プレゼン用のフリップを「コ」の字に沿って5枚ずつ（最大で10枚）貼り付けながら進行するようになった。
- Nスタニュースランキング（2023年1月23日 - ）

18時台の「Nスタ NEWS DIG」の後継コーナーで、女性のメインキャスターと、当日のニュースプレゼンターから1名が担当。メインキャスターについては、2023年3月のリニューアル前までホランが全曜日にわたって担当していたが、リニューアルで「3人制」に移行してからは金曜日に限って日比が出演している。
最初に、当コーナーの前まで番組内で報じたニュースから、主な項目をニュースプレゼンターが短く紹介。その後で、『TBS NEWS DIG』へのアクセス件数が多かった項目を、関連映像を交えながらトップ5方式でメインキャスターが伝える。放送上は項目ごとのアクセス件数を字幕などで表示していないが、2位の項目まで紹介したところで、最新のニュース・スポーツ情報などを3 - 4項目程度紹介。最後に、アクセス件数が1位の項目を取り上げる。
「Nスタ NEWS DIG」時代に続いて、18:45（2023年3月24日までは18:49）の飛び乗りポイントに合わせて放送を始めているため、TBS以外のJNN加盟局の一部でも当コーナーの時間帯には同時ネットへ復帰している。
- ブーナのおすすめ（2023年1月23日 - ）

動物や子どもが映った動画や映像を紹介するミニコーナーで、第2部のエンディングパートに編成。「ブーナ（Boona）の冠コーナー」として扱われている関係で、紹介する動画や映像の見どころを記したプラカードを、Boonaの着ぐるみがNスタジオで掲げてから動画や映像を流している。
実際には、視聴者から募集した動画を中心に、動植物園・水族館などの施設から提供された映像も紹介。以前から同様の動画は紹介していたが、コーナー名は特についていなかった。
放送日によっては、TBSテレビ系列で当日（または近日中）に放送を予定している番組の主な出演者を、PRを兼ねてスタジオに迎えることがある。また、紹介した動画の一部は、放送後に『TBS NEWS DIG』で配信している。ただし、ニュース速報が入った場合や、生中継を急遽組み込む場合には放送を休止。
- Nスタ 調査報道宣言◎

2015 - 2017年に不定期で放送された「特命取材班 マルトク」とほぼ同様の企画で、犯罪行為や住民トラブル、各種社会問題などについて番組取材班が詳しく取材する。不定期での放送で、第1部や第2部の「特集」枠に組み込まれることが多い。

### 日曜版
- シリーズ現場から◎

17:36頃 - 不定期放送。JNN系列各局又は海外支局から、各地域（各国）が抱える社会課題などについてのリポートVTRを放送。ニュース項目が多くなった場合は休止となる。
- シリーズSDGs◎

17:36頃 - 不定期放送。JNN系列各局から、各地域がSDGsに関連した取り組みを行う様子などについてのリポートVTRを放送。主に上述の「シリーズ現場から」を放送しない日に放送。ニュース項目が多くなった場合は休止となる。
- Sunトピ◎

17:49頃 - 放送。高安（2022年10月 - ）が天気や季節に関するリポートVTRを放送後、明日以降の関東地区の天気予報を伝える（関東ローカル枠）。
- スポーツ

17:54頃 - 放送。当日行われたスポーツニュースをフラッシュニュース形式で扱う。

## 過去のコーナー

### 平日版
- ヘッドライン

2011年1月下旬より東日本大震災以前まで第1部開始直後に放送された。
第1部で取り上げるニュースのヘッドライン映像を2 - 4項目放送した。斜め書き表記の見出しテロップを使用していた。
2011年1月下旬より放送。それまでは番組はトップニュースのVTRから開始していた。
ただし、ヘッドラインを放送するようになってからも重大事件・事故発生時は、ヘッドラインを省略してトップニュースのVTRから開始することがあった。
- Nスタミニチュア劇場

番組スタート当初、第1部の枠内で放送されていたが、1か月足らずで放送されなくなった。
- NスタHEADLINE

2010年3月29日より2011年3月10日まで全国ニュースパート直前の17:44.40 - 17:45.00に放送。
スタジオ内のモニターに全国ニュースパートのヘッドライン（3項目）を表示し、佐古が「全国のニュースです」とアナウンスを行った後、ヘッドラインを読み上げた。
最後に読み上げられる項目は概ね、全国ニュースパートで最初に扱うニュースであった。
- 参院選ほりおこし

第22回参議院議員通常選挙関連のニュースを扱ったシリーズ企画。第2部・全国ニュースパートの枠内で放送した。「参院選ほりおこし」放送時、「ニュースほりおこし」は「参院選ほりおこし」を扱った直後に放送した。
- 森田さんのとことん天気（SEASON2→SEASON3）

2010年3月29日より2011年4月1日（2011年3月11日・14日 - 18日・21日 - 25日を除く）まで第2部・関東ローカルパート枠の中で放送していた天気予報コーナー。
赤坂サカスより中継。森田と子役2人が担当していた。『イブワイ』での「森田さんのとことん天気」を継承したものである。
森田が天気に関する3択クイズを出題し、子役2人が回答。CMを挟んで正解発表と解説を行い、関東地方の翌日の予報と東京の週間予報を伝えた後、最後に子役2人が明日の天気のポイントを復唱した。
『ひるおび!』の天気コーナーでも使用されている、スージー・ズー（Suzy's Zoo）の作者で有名なスージー・スパッフォード作の熊のキャラクター、「ドレッシー・ジェシー」をコーナーロゴに採用していた。
子役の交代に伴い、2010年9月27日よりSEASON2からSEASON3にコーナー名を小変更した。
森田欠席時は森田の代役と子役によって進行したが、コーナータイトルは変更されなかった。
- ホ〜リこみっ!

『イブワイ』時代の「ホリおこしっ!」の後継コーナーにあたる生活情報コーナー。出演者により専用装置にボールを投げ入れ、5点（当初は10点）満点で内容を評価し、満点の場合は「タイコバン!」と称した判子を色紙に押していた。2010年3月29日より同年5月14日まで第2部・関東ローカルパートの枠内で放送。
- 最新のニュース

佐古が前半をストレートニュース形式、CMを挿んで後半をフラッシュニュース形式で伝えた。ローカルパート内での放送だったが、全国各地の話題を比較的多く扱っていた。2010年3月29日より同年9月24日まで第2部・関東ローカルパートの枠内で放送し、下記の「Nスタ NEWS LINE」としてリニューアルされた。
- あしたのNEWS

2010年6月14日より同年9月24日まで第2部・関東ローカルパートのエンディング前コーナーとして放送されたコーナー。
佐古が長峰の横に、サブキャスターがコメンテーター席に座り、翌日に何が行われるか（国会、選挙、スポーツの大会など）をCGで表示し、それをテーマとしたトークを展開して番組を締めくくる。金曜放送分はコーナー名を「週末のNEWS」として土日の予定に触れた。『総力報道』のエンディングコーナー「明日のニュース」（→「明日のツボ」）の復活版とも言えるコーナーだった。
なお、初回放送の2010年3月29日から同年6月4日までは、佐古の着席後にコメンテーターが今日一日の放送内容の中で特に気になったことについてコメントし、堀尾の挨拶で番組は終了していた。また、サブキャスターはコメンテーターの後ろに立っていた。
コメンテーターが第1部のみの出演となった2010年6月7日から同年6月11日までは、今日一日のニュースをテーマにしたキャスター陣のトークで番組を締めくくっていた。
- Nトレ

メインキャスターがなぞなぞなどの脳トレ問題を出題する。
2011年1月19日より放送を開始したが2011年3月末には放送されなくなった。
- NEWS & SPORTS

2011年4月18日より9月30日まで放送。
サブキャスターが日替わりで担当し、ニュースとスポーツニュースを補足を加えずにフラッシュニュース形式で伝えた。
- Nスタ NEWS LINE

佐古と長峰が担当。2010年9月27日より放送。
前半は全国ニュースパートで扱ったニュースを「今日のTOP NEWS」と題して再度伝え、後半はコーナー開始時間までに入電した最新ニュース（主に関東地方のニュース）をフラッシュニュース形式で4 - 5項目伝えた。
- エンタメほ〜りこみっ!

『イブワイ』における「ご存知!?ワイドアワー」に近い、芸能情報と世界各地の話題を短く伝えるコーナー。2010年5月17日より始まったコーナーだが、それ以前も不定期で放送されていた。赤荻と山内（月曜 - 水曜）、田中（木曜・金曜）が担当。
担当キャスターは最初のVTRに入る前にシャドーピッチングのようなポーズを取りながら「ホ〜リこみっ!」と掛け声を入れた。
2010年9月24日までは18:40頃からの放送だったが、同年9月27日より18:31頃からの放送に変更された。
- こちら運動部

スポーツコーナー。堀尾と藤森が担当した。藤森が番組を欠席する場合やニュースキャスターを兼務する場合は赤荻が担当した。
藤森はコーナー冒頭でコーナーロゴを表示したモニターの横へ駆け込みながら「こちら運動部、オッス!」と振りを入れ、コーナーの終わりには堀尾と共に「以上こちら運動部でした、オッス!」と振りを行っていた。
一部の系列局でネットが行われていたため、コーナー冒頭で名前テロップが表示されていた。
2010年9月24日までは18:29頃からの放送だったが、同年9月27日より18:42頃からの放送に変更した。
- ほーりコミッ!6

第2部後半に放送。ニュースとスポーツニュース、エンタメ情報を補足を加えずにフラッシュニュース形式で扱う。
- ほーりコミッ!プラス

第2部後半不定時に放送。1つの話題について深く掘り下げる。第1部で扱ったVTRを再編集して放送する日もあった。
- ほりオシッ!（2012年夏）

第1部内で不定時に放送し、ロンドン五輪に関する最新情報を伝えていた。
- コールドケース -未解決事件を追う-

第1部内で不定期に放送。長期間解決出来ていない事件の経緯や現在の捜査状況などを久保田が取材報告し、視聴者からメールで情報を募っていた。
- 街ネタ!（2013年4月1日 - 5月24日）

第2部後半（18:35頃 - ）に放送。関東地方の注目ニュースや催し物情報を紹介し、サブキャスターが担当する。堀尾やコメンテーターが掛け合いに参加する。
- サキダシ![注釈 38]（2013年4月1日 - 9月27日）

第1部前半（17:15頃 - ）に放送。この時間までに報道局に入っているニュースをフラッシュニュース形式で扱う。報道局内のデスクから竹内が伝え、スタジオの堀尾が掛け合いに参加する。
- 掘り知ル（2013年9月30日 - 2014年3月27日）

月曜日～木曜日の第2部後半（18:50頃 - ）に放送。堀尾とシルビアで「掘り知る」となっており、メインキャスター2人が担当。巷のトレンドなど紹介する。
- 今週の「スゴすぎ」映像（2013年10月4日 - 2014年3月28日）

金曜の第2部後半（18:50頃 - ）に放送。メインキャスター2人が担当。外信映像を紹介する。
- シルビア先輩と!今日のちょい足し（2013年9月30日 - 2014年5月7日）

第0部中盤（16:35頃 - ）に放送。月曜日から木曜日に放送。新人アナウンサーとシルビアによるコーナー。主に芸能情報やTBSの番組情報などを中心に伝える。2014年5月8日からオープニングに吸収された。
- ハッケン!（2013年4月1日 - ）

第0部後半（16:38頃 - ）に放送。月曜日から木曜日に放送。生活密着型のニュースコーナー。月曜日から水曜日は山内が木曜日・金曜日は小倉が担当する。両アナウンサーとも子供がいる主婦である。堀尾、コメンテーターが掛け合いに参加する。2013年9月27日までは第1部後半（17:36頃 - ）に放送。
また、2013年10月14日より、メインキャスターであった久保田の中継による「ハッケン! in NY」を月に一回程度放送していたが、久保田が2014年2月に日本勤務に復帰したため今後の扱い不明。
- 週刊 芸能・スポーツ あいうえお（2013年10月4日 - 2014年4月）

第0部中盤（16:35頃 - ）に放送。金曜日に放送。新人アナウンサーとシルビア、ハッケン!キャスターによるコーナー。新人アナウンサーがあいうえお作文を作って一週間を振り返るコーナー。
- NEWSこれはジケンだ!（2013年9月30日 - 2014年10月3日）

第1部前半（17:10頃 - ）に放送。竹内が担当。
- ほーりコミッ!

第1部中盤（17:25頃 - ）に放送。藤森と小林悠がスポーツやエンタメ情報や外信映像を補足を加えずにフラッシュニュース形式で扱う。2013年9月30日より、サキダシ!を実質的に統合したためニュースも複数項目報じられる。2013年4月中は別途スポーツコーナーとして「Nスポ」があった。
- ○○（国名）そこが知りたい（2013年10月16日 - ）

第1部後半（17:40頃 - ）に不定期放送。JNN海外支局記者が各国の現状を取材。VTR終了後、取材を担当した支局と中継を繋ぎ、取材担当記者と堀尾らがトークする。
- モクゲキ!（2013年10月25日 - ）

第1部後半（17:40頃 - ）に不定期放送。未解決事件（主に窃盗・強盗事件）の概要を、事件現場周辺に設置されている防犯カメラ等の映像と共に紹介し、視聴者から情報を募る。かつて行われていたコーナー『コールドケース』と内容が似ている。
- 還れぬ人びと

第1部又は第2部JNN協定枠で不定期放送。北朝鮮による日本人拉致問題に関する情報や拉致被害者家族などへ取材した模様を報じる。
- ニュース解説

不定時に放送。藤森によるニュース解説コーナー。タッチパネルを使用する。
- 6:15関心事（2015年3月23日 - 2016年4月頃）

第2部で放送。最新のニュースや話題から1～2項目取り上げ、詳しく紹介する。
- ニュース・アクセスランキング（2014年10月6日 - 2016年7月末）

第2部中盤（18:25頃 - ）に放送。潮田（月曜日 - 水曜日）または小林由未子→古谷（木曜日・金曜日）と加藤が担当する。TBSテレビのニュース動画サイト「TBS NEWS」で、きょう一日、閲覧数が多かった上位5つをランキング形式で紹介。その後“今日の注目”としてランキングには入らなかったが、注目すべきニュースをVTRで紹介する。
- 注目ニュース LINEUP（2016年8月22日 - 2017年2月頃）

第1部前半（16:53頃）に放送。堀尾が第1部で取り上げるニュースを3項目紹介する。
- 最新のニュース（2013年11月頃 - 2017年3月31日）

第0部前半（15:50頃 - ）に放送。山内が最新のニュースを伝える。以前はRKB毎日放送『今日感テレビ』内で時差ネットされていたが、2015年3月30日からはRKBが第0部から同時ネット開始。
- しっかり天気（2014年10月6日 - 2017年3月31日）

森田と小林由未子または古谷が担当。第0部をネットしている地域の天気予報を伝える。赤坂サカスから中継する。2013年9月30日から「ざっくり天気」として開始したがコーナー名が変更された。当初は第0部中盤（16:30頃 - ）に放送。2016年8月19日まではNスタジオから伝えていた。
- 日刊 中吊りニュース（2014年10月6日 - 2017年3月31日）

第0部後半に放送。山内・赤荻と日比、伊東または山本この時間までに入っている芸能情報、スポーツニュース、外信映像をフラッシュニュース形式で扱う。
- ホリダス（2014年10月6日 - 2017年3月31日）

第1部前半（時間不定）に放送。堀尾がニュースや話題のポイントをVTRを交えて紹介する。
- きょうのカオ（2016年8月22日 - 2017年3月31日）

芸能情報、スポーツニュース、外信映像をフラッシュニュース形式で扱う。
- 特命取材班マルトク（2015年4月3日 - 2017年3月31日）

特集コーナーで不定期に取り上げられる。事件・犯罪行為や住民トラブルなどの騒動について番組取材班が徹底取材する。2016年11月17日には本企画の特番『張り込みスクープ24時 激撮!ワルの（秘）事件簿』を『水トク!』枠にて放送した。
- Nコレ（2017年4月3日 - 2019年3月1日）

インターネットなどで話題を集めるエンタメ情報や生活情報、外信映像などをフラッシュニュース形式で3〜4項目程度扱う。
- Nスタ4（2017年4月3日 - 2020年9月18日）

この時間までに入っているニュース、スポーツ情報をフラッシュニュース形式で扱う。
- Nトク!（2017年4月3日 - 2020年9月18日）

井上が注目ニュースのポイント等を、記者や専門家の話を交えながら詳しく紹介する。
- 5:15NEWS（2017年4月3日 - 2020年9月18日）

この時間までに入っているニュース、スポーツ情報をフラッシュニュース形式で扱う。以前も同時間帯にほぼ同じコーナーがあったが、正式なコーナー名はなく堀尾が「最新のニュース」と紹介していた。2017年3月までは「5:30News」として放送。2017年4月からは17:15頃からの放送になったため「5:15NEWS」に改題された。2019年3月4日より、「Nコレ。」で扱っていたエンタメ情報を取り入れ、エンタメニュースに関しては「5:15エンタメ」として放送した。
- 6:50NEWS（2017年4月3日 - 2020年9月18日）

前述の『5:15NEWS』と同様に、この時間までに入っているニュース、スポーツ情報をフラッシュニュース形式で扱う。2014年3月28日までは「NEWSまるわかり」、翌週から「きょうのニュース」に改題、同年10月6日から「NEWSまるわかり」に再度改題。2015年3月23日から頭に630が付いた。2016年8月1日から「6:30News」に改題。2016年10月からは18:45頃からの放送になったため「6:45NEWS」に改題。2017年11月頃からはコーナー開始が18:50頃からに繰り下がったため「6:50NEWS」に改題。
- 天気予報（2017年7月31日 - ）

15:49に放送。正式なコーナー名はないが、現在と夜・翌朝の東京の天気を中心に赤坂サカスから1分間の中継で伝える。気象予報士とパートナーのアナウンサー、Boonaが担当。「それではNスタ、スタートです!」のコメントでオープニングに入る。
- きょうのイチオシ（2020年9月21日 - ）

注目のニュースや生活情報を1項目取り上げ詳しく報じる。2020年9月21日のリニューアルに伴い、コーナー名を「注目545」から「きょうのイチオシ」に変更。
- きょうの"気になる"60秒（2021年3月29日 - 2023年12月）[49]

当番組直前の時間帯にCBCテレビ本社（愛知県名古屋市）内のスタジオから放送されている『ゴゴスマ』との二元中継方式で、15:49から60秒（1分間）設定されていたクロスプログラム。CBCのスタジオからは『ゴゴスマ』のメインキャスター（基本として石井亮次）、TBS放送センター内のNスタジオからは当番組のメインキャスターが2名揃って出演。前者から後者への呼び掛けをきっかけに、当日の第1部で取り上げるトピックにまつわるクロストークを60秒にわたって展開していた。
放送中には、「トップニュースまで残り○秒」というカウントダウン方式の字幕を画面の右上、トピックに関連する映像を画面の中央下部に表示している。2023年3月27日からのリニューアルで「メインキャスター3人制」へ移行してからは、月・火・金曜日に日比／水・木曜日に井上（いずれも休演する場合には代理者）が、取り上げるトピックにちなんだクイズを他のメインキャスターと『ゴゴスマ』側のメインキャスターに出題。回答が出揃ったところで、正解の発表を兼ねてトークを展開するようになった。このようなやり取りを同録した動画は『TBS NEWS DIG』で配信されていないものの、取り上げたトピックによっては、当番組のX（twitter）公式アカウントで第0部の放送中に発信される第1部の告知ポスト（ツイート）を通じて公開することがあった。
15:49の時点で重大なニュース・異常気象が発生している場合や、注目度の高い記者会見・裁判が執り行われている場合には、「きょうの"気になる"60秒」を休止したうえで「現場」からの中継に充てていた。この場合にはカウントダウン方式の字幕を出していなかったが、中継の状況にかかわらず、当番組のタイトルCG映像を15:50に必ず挿入。それ以外の場合では、メインキャスターが石井とのやり取りを踏まえてトップニュースを伝えることがあった。
2024年1月1日（月曜日）の16:10頃（年始短縮版の本番直前）に能登半島地震が発生したことを受けて、同年のレギュラー版再開初日（4日）から、『ゴゴスマ』とのクロスプログラムと石井の出演を休止（当該項で詳述）。その後も再開に至らないまま、3月25日（月曜日）からの平日版リニューアルを機に終了した。
2024年1月9日（火曜日）から3月22日（金曜日）までは、当日に放送予定のニュースから1項目・特集企画から1項目の映像を、「きょうのラインナップ」と称して『ゴゴスマ』の終了直後にヘッドライン方式で20秒間放送。当日のメインキャスターによる「では、『Nスタ』スタートです」という口上から、タイトルCGの映像をはさんで、Nスタジオでの挨拶とオープニングトークにつなげていた。「きょうのラインナップ」にはメインキャスターがワイプ画面から登場していたが、一部のネット局で放送されない時間帯での企画を取り上げる場合には、ヘッドラインの映像に「一部の地域を除く」との字幕を添えていた。

### 日曜版
- ヘッドライン

開始より2011年3月27日まで放送。
オープニングで番組ロゴを表示した後、「Yo-Yo-Calling」をBGMに取り上げる内容を1項目ずつVTRとともに表示していた。
- あすのそら色

## 放送時間
※第2部のJNN枠以外はTBSテレビ（関東地区）における放送時間を記す。
| 期間      | 期間      | 平日                    | 平日                   | 日曜                   | 日曜                                               |
| 期間      | 期間      | 全編                    | JNN枠                  | 全編                   | JNN枠                                              |
| --------- | --------- | ----------------------- | ---------------------- | ---------------------- | -------------------------------------------------- |
| 2010.3.29 | 2011.9.25 | 16:53 - 19:00 （127分） | 17:45 - 18:15 （30分） | 17:30 - 18:00 （30分） | 17:30 - 17:50 （20分）                             |
| 2011.9.26 | 2013.3.31 | 16:53 - 19:00 （127分） | 17:45 - 18:15 （30分） | 17:30 - 18:00 （30分） | 17:30 - 17:43.30 （13分） 17:54.30 - 18:00 （6分） |
| 2013.4.1  | 2013.9.29 | 16:53 - 19:00 （127分） | 17:50 - 18:15 （25分） | 17:30 - 18:00 （30分） | 17:30 - 17:43.30 （13分） 17:54.30 - 18:00 （6分） |
| 2013.9.30 | 2014.10.5 | 15:50 - 19:00 （190分） | 17:50 - 18:15 （25分） | 17:30 - 18:00 （30分） | 17:30 - 17:43.30 （13分） 17:54.30 - 18:00 （6分） |
| 2014.10.6 | 2016.10.2 | 15:53 - 19:00 （187分） | 17:50 - 18:15 （25分） | 17:30 - 18:00 （30分） | 17:30 - 17:43.30 （13分） 17:54.30 - 18:00 （6分） |
| 2016.10.3 | 2017.7.30 | 15:50 - 19:00 （190分） | 17:50 - 18:15 （25分） | 17:30 - 18:00 （30分） | 17:30 - 17:43.30 （13分） 17:54.30 - 18:00 （6分） |
| 2017.7.31 | 現在      | 15:49 - 19:00 （191分） | 17:50 - 18:15 （25分） | 17:30 - 18:00 （30分） | 17:30 - 17:43.30 （13分） 17:54.30 - 18:00 （6分） |

## ネット局
ネット局では平日版、日曜版共に時刻表示を行っているが、TBS系列にある「番組（ネット）送出はしない」という時刻表示運用ルールに従い各局別（ローカル）送出で実施している。なお、一部の地方局ではTBSテレビと同一デザインのオレンジ色の番組ロゴCG入り座布団付きのカスタムフォントでの時刻表示を行っている（詳細は後述）。また、TBSテレビと一部ネット局では天気ループ表示もローカル送出で実施している。

### 平日版のネット状況
- 第0部（15:49 - 16:50）・第1部（16:50 - 17:50）・第2部（17:50 - 19:00）の3部構成で放送（第2部の17:50 - 18:15はJNN排他協定が適用されるため、JNN系列28局ネット）。
- 第2部のJNN枠（17:50 - 18:15）を除き、あくまでも全編ローカルセールス枠であるため、TBSテレビ以外の通常時第0部または第1部あるいは第0部・第1部を◎とする局と、第0部を○または△とする局や、第1部を△とする局ではJNN報道特番扱いとならない場合であっても、編成上の都合で第0部または第1部を臨時に◎または○に変更（第0部・第1部が◎または第0部のみ○の局を除く）する場合がある一方で、通常時第0部・第1部を◎・○・△とする局が編成上の都合から臨時に×に変更する場合がある。
- 通常時に第0部・第1部を×とする局でも有事・緊急時発生によるJNN協定適用時間拡大時及び特別編成実施時を中心に臨時に◎に変更する場合がある。また、16:50の飛び乗り・飛び降りポイントや・17:50・18:45頃の飛び乗りポイント、18:15の飛び降りポイント以外には明確な枠区切りが無いため、唐突にTBSテレビ発の映像からローカルに切り替えたり、逆に緊急時等にローカルからTBSテレビ発の映像に飛び乗る場合もある（ただ、通常第0部・第1部が△の局や第2部が▲の局ではなるべく雑な飛び乗り・飛び降りとならないよう配慮している）。
- 本番組冒頭のオープニングコーナーとして放送される第0部の「きょうの"気になる"60秒」は通常時に◎で放送している局のみの放送となるが、TBSテレビ以外の通常時◎の局であっても、編成の都合により臨時に○、△、×とする際は放送されない。その一方で通常時第0部が○、△、×で、かつ前座番組『ゴゴスマ -GO GO!Smile!-』をフルネットまたは15:40飛び降りで放送する局と、通常時に当番組と同番組の両方を非ネットとする局が当番組の第0部を臨時に◎に変更する際に放送される場合がある。

- 番組タイトルは、各局公式HPの週間番組表および各番組のHPを参考にしている。
- 第2期のシリーズが放送開始された2017年4月3日以降の状況について記す。
  - ◎…フルネット
  - △…第0部・第1部の一部時間帯と、第2部の全国ネット枠（17:50 - 18:15）をそれぞれネット
  - ▲…第2部の全国ネット枠（17:50 - 18:15）に加えて、関東ローカル枠の「Nスタニュースランキング」〈18:45 - 〉も部分ネット（放送時間の都合上、1位のニュースは映像が割愛される場合あり）
  - ×…非ネット

| 放送対象地域   | 放送局                    | 番組タイトル                                                                                             | 放送時間（東京発）  | 放送時間（東京発）  | 放送時間（東京発）  | 備考 |
| 放送対象地域   | 放送局                    | 番組タイトル                                                                                             | 第0部 15:49 - 16:50 | 第1部 16:50 - 17:50 | 第2部 17:50 - 19:00 | 備考 |
| -------------- | ------------------------- | --- | ------------------- | ------------------- | ------------------- | --- |
| 関東広域圏     | TBSテレビ（TBS）          | 15:49 - 19:00 Nスタ                                                                                      | ◎                   | ◎                   | ◎                   | 【制作局】 |
| 北海道         | 北海道放送（HBC）         | 16:50 - 19:00 今日ドキッ!                                                                                | ◎                   | ×                   | △                   | - 2021年8月6日から第1部を×に、同年8月から第2部を△に、2022年3月28日から第0部を◎に各々変更。 - 不定期で、「今日ドキッ!」のコーナー扱いで、第1部の「Nスタ NEWS DIG」を撮って出しで録画ネットする場合がある。 - 2020年10月5日から10月9日までは単独番組扱いで第0部・第1部を、2020年5月7日から5月25日まで、同年9月21日から10月2日まで は第1部を臨時に◎に各々変更。 - 第0部は2021年7月30日から2022年3月25日まで、第1部は2017年4月3日から7月28日まで各々×。2017年7月31日から2021年7月27日までの第1部は△（16:50 - 17:20頃にネット）。 |
| 青森県         | 青森テレビ（ATV）         | 16:25 - 17:50 わっち!! 18:15 - 18:56 わっち!!News                                                        | ×                   | ×                   | △                   | - 2020年5月4日から5月22日までと2021年3月22日から4月2日までと2023年8月15日と16日は第1部を単独番組扱いで臨時に◎に各々変更（2020年は日本政府による新型コロナウイルスによる緊急事態宣言発出を受けての措置、2021年は2021年3月中旬に青森テレビ社内で新型コロナウイルスによるクラスターが発生した事を受けての措置、2023年は理由不明だが前番組のわっち‼︎短縮のため※8月15日は新聞では16:25 - 17:50でわっち‼︎となっていた） - 2021年8月4日・9月29日・2022年2月9日は第0部を臨時に◎に変更。 |
| 岩手県         | IBC岩手放送（IBC）        | 金曜 15:40 - 16:47 金YO!瓦BAN 18:15 - 18:55 IBCニュースエコー                                            | 月曜 - 木曜…◎金曜…× | ◎                   | △                   | - 第0部は2021年3月29日から◎に変更。2025年4月4日から金曜に限り、×に変更。 |
| 宮城県         | 東北放送（tbc）           | 18:15 - 19:00 Nスタみやぎ                                                                                | ◎                   | ◎                   | △                   | - 2023年11月1日からは第0部を◎から○に変更。2023年12月18日から再び第0部を◎に変更。 - プロ野球シーズン中に『直球勝負!イーグルスLIVE』（東北楽天ゴールデンイーグルス戦、デーゲームもしくは薄暮デーゲーム中継）を放送する日は第0部・第1部のどちらかもしくは両パートを、18:15からのナイター中継を放送する日にローカル報道番組『Nスタみやぎ』を16:50 - 17:50に繰り上げ放送する際は第1部のみを何れも臨時に×に変更する場合がある（何れも雨天中止時は通常通り◎とする）。 - 2019年4月1日からゴゴスマ枠の15:40 - 15:49にローカルパート『Nスタみやぎ早版』を開始。 |
| 山形県         | テレビユー山形（TUY）     | 18:15 - 18:54 Nスタやまがた                                                                              | ×                   | ◎                   | △                   | - 2021年9月29日・2022年2月9日・8月4日、2024年7月25日は第0部を臨時に◎に変更。 |
| 福島県         | テレビユー福島（TUF）     | 18:15 - 19:00 ステップ                                                                                   | ◎                   | ◎                   | △                   | - 2021年3月29日から第0部、2023年1月4日から第1部をそれぞれ再度◎に変更。 - 2021年3月29日から2022年12月23日までの第1部は×。 - 『Nスタふくしま』内で「ここが知りたい」をVTRのみ撮って出しで時差ネット。 - 第0部は、2017年4月3日 - 7月28日は◎、同年7月31日 - 2020年3月27日は○、同年3月30日 - 2021年3月26日は×。 - 2021年8月2日・4日・5日は第1部を臨時に◎に変更。 - 2021年12月24日は『ちゃんろく。』が「クリスマスバトルSP」の冠付きで61分前拡大（15:49 - 17:50）して放送のため第0部を臨時に×に変更。これに合わせる形で、同月27日・28日は年末特別編成に伴い『ちゃんろく。』が休止のため、短縮版の第1部を臨時に◎に変更。 |
| 山梨県         | テレビ山梨（UTY）         | 16:50 - 17:50 スゴろく 18:15 - 18:55 スゴろくNEWS                                                        | ◎                   | ×                   | △                   | - 臨時に2021年8月2日 - 6日は第0部・第1部を、2021年9月29日・2022年2月9日は第0部を各々◎に変更。2024年1月4日より第0部のネット受けを開始。 |
| 新潟県         | 新潟放送（BSN）           | 18:15 - 19:00 BSN NEWS ゆうなび                                                                          | ◎                   | ◎                   | ▲                   | - 2021年3月29日から第2部を▲に変更（18:55頃までネット）。 - 祝日の15時台に『ウイニング競馬』（テレビ東京制作）の特別版を系列外同時ネットで放送する日は第0部を臨時に×に変更。 |
| 長野県         | 信越放送（SBC）           | 18:15 - 18:55 SBCニュースワイド                                                                          | ◎                   | ◎                   | ▲                   | - 第0部の「森田or國本・Boonaの天気」は2023年3月24日まで長野発の県内ニュース・天気予報に差し替え（CM前のコーナー告知は差し替え無しでそのまま放送）。 - 2021年3月29日から同年5月28日までの第0部は◎、同年5月31日から第0部は○に各々変更（前者は第2部の「Nスタ NEWS DIG」を『ニュースワイド』のコーナー扱いで冒頭2 - 3項目を同時ネット。後者は編成上は15:49開始ではあるが、15:49 - 15:50は『SBCニュースワイド』の予告に差し替えている）。2021年3月29日から2023年1月20日までの第2部は▲、2024年3月24日から第0部は再び◎に変更。 |
| 静岡県         | 静岡放送（SBS）           | 18:15 - 19:00 LIVEしずおか                                                                               | ◎                   | ◎                   | △                   | - 2019年9月30日から第0部、2022年4月4日から第1部を各々◎、さらに同日から第2部を△に変更。 - 2020年9月25日までは18:30頃に第1部の「Nスタ News Clip」を、エンタメニュースに限って数項目抽出しVTR部分のみ撮って出しで録画ネットしていた。2021年3月29日から2021年9月17日までは上記と同条件で1〜3項目程度撮って出しで録画ネット（18:45 - 18:55の間に放送）を再開。日によっては放送されない場合があった。 - 2021年6月1日から29日までは第0部を臨時に×に変更。 - 2021年9月20日から2022年4月1日までは▲に変更（『Nスタ News Clip』を『ORANGE』のコーナー扱いで18:56頃〈エンタメニュース2項目程度〉まで同時ネットしていた）。 |
| 富山県         | チューリップテレビ（TUT） | 18:15 - 19:00 ニュース6                                                                                  | ◎                   | ◎                   | ▲                   | - 第2部は2024年4月1日から▲に変更。 - 第0部は2024年4月1日から全曜日で◎に変更 。2021年5月31日から2023年4月3日までは全曜日で○ 、2023年4月7日から2024年3月29日までは月曜と金曜のみ○ 、2023年4月4日から2024年3月28日までは火曜 - 木曜のみ◎にそれぞれ変更。 - 祝日等の特別編成で15:49から別番組を放送する際は、臨時で第0部を×とする場合がある。 |
| 石川県         | 北陸放送（MRO）           | 18:15 - 18:55 Atta                                                                                       | ◎                   | ◎                   | △                   | - 2021年1月4日から第0部を◎に変更。 |
| 中京広域圏     | CBCテレビ（CBC）          | 月曜 - 木曜 15:49 - 17:50 金曜 16:50 - 17:50 チャント! 金曜 13:55 - 16:50 ゴゴスマ 18:15 - 19:00 NewsX   | 月曜 - 木曜…△金曜…× | ×                   | ▲                   | - 2021年3月29日から2023年9月29日までの第0部は△（15:50 - 16:30頃〈概ね「Nスタ NEWS DIG」が終わるタイミング〉まで同時ネットしていた。）。 - 2023年10月2日から2024年6月28日までは第0部は×に、2021年12月6日から第2部は▲に各々変更（後者は18:49 - 18:55頃まで各々同時ネット）。 - 2024年7月1日より第0部が再度、全曜日△（15:49 - 16:25頃、16時前後の天気はCBCのスタジオから東海地方の天気予報に差し替え）に変更の後、2025年4月4日以降、金曜日のみ前座番組『ゴゴスマ』が東海ローカルで拡大になったことに伴い、金曜日のみ×に変更。 |
| 近畿広域圏     | 毎日放送（MBS）           | 15:40 - 19:00 よんチャンTV                                                                               | ×                   | ×                   | △                   | - 2019年3月29日まではJNN枠だけを単独番組として『ちちんぷいぷい』（TBSなどのJNN加盟他局でも一部曜日・時間帯でのネットを一時実施していた情報番組）の直後に放送していたが、翌週（4月1日）以降は、自社制作による関西ローカル向けの報道・情報番組（ 『ミント!』→『よんチャンTV』）にJNN枠を内包する構成へ移行。2021年3月5日まで放送されていた『ミント!』の後期には、「今日のニュース 大事なトコロに赤えんぴつ」（JNN枠の直後）で全国ニュースを扱う際に、（非ネットの第0部・第1部含む）当番組で放送されたニュースVTRを流用する場合があった。なお、『ちちんぷいぷい』（2021年3月12日まで21年半にわたって放送）と『ミント!』の後継番組として『よんチャンTV』 の放送を開始した2021年3月29日以降の対応については当該項で詳述。 - 2020年4月29日･5月5日 は、第1部を◎に変更。2021年には、『ミント!』から『よんチャンTV』への移行期間（3月15日 - 26日）、8月4日、12月27日・28日に、第0部・第1部を臨時に◎に変更したうえで単独番組として放送した。 |
| 鳥取県・島根県 | 山陰放送（BSS）           | 18:15 - 19:00 テレポート山陰                                                                             | ×                   | ◎                   | △                   | - 2021年8月4日・5日・9月29日・2022年2月9日は第0部を臨時に◎に変更。 |
| 岡山県・香川県 | RSK山陽放送（RSK）        | 16:50 - 17:50 ライブ5時 いまドキッ! 18:15 - 18:50 RSKイブニングニュース 18:50 - 19:00 笑味ちゃん天気予報 | ◎                   | ×                   | △                   | - 2020年3月30日から第0部を再度◎に、2022年4月4日から第1部を×に各々変更。 - 2020年12月24日・25日は第2部を臨時に▲に変更。 - 第0部は2019年9月27日までは×。2019年9月30日から同年12月27日までは◎。2020年1月6日から3月27日までは○。 - 第1部は2018年4月2日 - 2019年3月29日、2019年9月30日 - 2020年3月27日、2021年6月28日 - 2022年4月1日は◎。2017年4月3日 - 2018年3月30日、2019年4月1日 - 同年9月27日は×。2020年3月30日から2021年6月25日までは「天気」と「Nスタ News Clip」をコーナー扱いで途中まで同時ネット。 |
| 広島県         | 中国放送（RCC）           | 15:40 - 18:56 イマナマ!                                                                                  | ×                   | ×                   | △                   | - 2021年1月4日から第0部・第1部を再度×に変更（番組編成上はローカル情報番組『イマナマ!』内包番組扱いとなる）。 - 第0部は2020年1月6日から同年4月9日までは△、4月10日から6月5日、7月13日から12月25日までは○。2020年6月8日 - 7月10日 は×。 - 第1部は2017年4月3日から2019年12月27日まで と2020年4月10日から5月22日、7月13日から同月24日は◎、2020年1月6日から4月9日と5月25日から7月10日は△、7月27日から12月25日までは「Nスタ NEWS clip」をコーナー扱いで同時ネットしていた。 |
| 山口県         | テレビ山口（tys）         | 16:50 - 19:00 mix                                                                                        | ◎                   | ×                   | △                   | - 2020年4月27日から第0部を再度◎に変更。 - 第0部は、2017年4月3日から2017年9月1日までは○（金曜のみ×の時期あり、2017年7月28日までは◎）、2017年9月4日から2020年4月24日までは×。 - 第1部は一貫して中四国地方の系列局では唯一×となっているが、編成によっては◎となることがある。 - 2023年11月15・16日は自局の48時間時限ストライキに伴い『mix』が18時台のみの放送となったため、第1部を臨時に◎に変更。 |
| 愛媛県         | あいテレビ（itv）         | 18:15 - 19:00 Nスタえひめ                                                                                | ◎                   | ◎                   | （△と▲の日が混在）  | - 2019年9月30日から第0部は再度◎に、2021年3月29日から第2部は▲に各々変更（後者は18:57頃〈概ねエンタメニュースに入る直前、月・水曜は18:54頃〉までネット）。2024年11月時点では、コーナーの編成・放送時間の都合で「Nスタニュースランキング」をネットする日としない日が混在している。 - 第0部は2017年4月3日から2017年7月28日までは◎、2017年7月31日 - 2019年9月27日までは○。 |
| 高知県         | テレビ高知（KUTV）        | 18:15 - 18:55 からふる                                                                                   | ×                   | ◎                   | ▲                   | - 2021年3月29日から第2部を▲に、2022年1月4日から第1部を◎に 各々変更（前者は18:52頃までネット）。 - 2019年12月26日・27日は第2部を単独番組扱いで臨時に◎に変更（「ホラン・森田のトクする天気〈現在の「ホラン・森田or國本の天気」〉も差し替え無しでそのまま放送）。 - 2021年9月29日・2022年2月9日は第0部を臨時に◎に変更。 - 2021年12月24日は臨時に第1部を×、第2部を△に各々変更。 - 2017年4月3日から2019年9月27日までは第1部は◎、2019年9月30日から2020年3月27日までは×、2020年3月30日から2021年12月23日までは△。 - 2019年9月まで『イブニングKOCHI』内で「特集」を撮って出しで録画ネットしていた。 |
| 福岡県         | RKB毎日放送（RKB）        | 15:40 - 19:00 タダイマ!                                                                                  | ×                   | ◎                   | △                   | - 2020年9月28日から第0部は×に、2022年3月28日から第1部は×に、第2部は△にそれぞれ変更（番組編成上はローカル情報番組『タダイマ!』内包番組扱いとなる）。 - 第0部は2017年4月3日 - 7月28日は◎、2017年7月31日から2020年5月15日まで・2020年5月25日から9月25日まで○、第1部は2020年9月25日まで◎、2020年9月28日から2021年7月9日までは×。2021年7月12日 - 2022年3月25日までは△、第2部は2021年7月12日 - 2022年3月25日までは▲。 |
| 長崎県         | 長崎放送（NBC）           | 月曜 16:50 - 18:55 火曜 - 金曜 16:50 - 19:00 Pint                                                        | ◎                   | ×                   | ▲                   | - 2020年3月30日から第0部を◎、第1部を×、第2部を▲に各々変更（後者は番組編成上は同日開始のローカル情報番組『Pint』内包番組扱いとなり、第2部の「Nスタ NEWS DIG」は18:55頃（月曜は18:52頃）まで同時ネット）。 - 毎年11月の文化の日に『九州実業団毎日駅伝』中継（RKB毎日放送制作）を放送する日は第0部（2019年までは第1部）を臨時に×に変更。 - 2017年4月3日から2020年3月27日までは第1部は◎。 - 2021年12月27日・28日は年末特別編成に伴い『Pint』が休止のため、短縮版の第1部を臨時に×、第2部を△に各々変更。 - 2022年12月23日は『Pintスペシャル 長崎この1年』を放送のため、第1部を臨時に×、第2部を△に各々変更。これに合わせる形で、同月26日・27日・28日は年末特別編成に伴い『Pint』が休止のため、短縮版の第1部を臨時に×、第2部を△に各々変更。 |
| 熊本県         | 熊本放送（RKK）           | 18:15 - 18:55 NEWSゲツキン                                                                               | ×                   | ◎                   | △                   | - 2019年3月18日から第0部を×に変更。 - 祝日は、編成が異なる場合があり、第1部を臨時に×に変更する場合がある。 - 毎年11月の文化の日に『九州実業団毎日駅伝』中継（RKB毎日放送制作）を放送する日は第1部（2017年・2018年は第0部も）を臨時に×に変更。 - 水曜及び金曜の17:30頃に『パンパカパンツ』を放送。 - 2017年4月3日から2019年3月15日まで第0部は◎。 |
| 大分県         | 大分放送（OBS）           | 18:15 - 18:55 OBSイブニングプラス                                                                        | ◎                   | ◎                   | △                   | - 2017年7月31日から第0部を○に変更。 - 2017年7月28日までと2024年3月24日から第0部は◎。 - 毎年11月の文化の日に『九州実業団毎日駅伝』中継（RKB毎日放送制作）を放送する日は第0部･第1部を臨時に×に変更。 |
| 宮崎県         | 宮崎放送（MRT）           | 16:50 - 18:55 Check!                                                                                     | ◎                   | ×                   | △                   | - 2021年3月29日からは第0部は◎、第1部は×に各々変更（後者は同日開始の新ローカル情報番組『Check!』〈16:50 - 18:55〉を放送）。 - 毎年1月第2月曜日（成人の日）は『全国高校サッカー選手権大会』決勝戦中継（全国民放テレビ43局共同制作）を日本テレビからの系列外ネットで放送のため、第0部（2021年までは第1部）を臨時に×に変更。 - 毎年11月の『九州実業団毎日駅伝』中継（RKB毎日放送制作）を放送する日は第0部（2020年までは第1部）を臨時に×に変更（ただし、2021年の場合は該当日〈11月3日〉の第0部はTBSテレビでも休止となっている）。 - 2021年8月4日は第1部を臨時に◎に変更。 |
| 鹿児島県       | 南日本放送（MBC）         | 15:49 - 16:50（金曜） かごよんフライデー 18:15 - 18:55 MBCニューズナウ                                   | 月曜 - 木曜…◎金曜…× | ◎                   | △                   | - 2019年以降、祝日は編成が異なる場合があり、『かごしま4』が休止となる際は、第0部を単独番組扱いで臨時に◎に変更。 - 毎年11月の文化の日に『九州実業団毎日駅伝』中継（RKB毎日放送制作）を放送する日は第1部を臨時に×に変更。 - 2024年9月30日から月- 木曜に限り第0部を◎に変更、金曜日は『かごよんフライデー』を放送。 |
| 沖縄県         | 琉球放送（RBC）           | 18:15 - 18:53 RBC NEWS Link                                                                              | ×                   | ◎                   | △                   | - 2021年3月29日から第0部を再度×に変更。 - 祝日は、編成が異なる場合があり、第1部を臨時に×に変更する場合がある。 - 毎年11月の文化の日に『九州実業団毎日駅伝』中継（RKB毎日放送制作）を放送する日は第1部を臨時に×に変更。 - 第0部は、2020年6月1日から2021年3月26日までは◎。 |

### 日曜版のネット局
- 17:30 - 18:00に放送（17:30 - 17:43.30・17:54.30 - 18:00はJNN排他協定が適用されるため、JNN系列28局ネット）。
- TBSテレビ以外の系列局は17:43.30 - 17:54.30はローカルニュース・天気予報に差し替えている。

| 放送対象地域  | 放送局                    | 番組タイトル                             | 備考       |
| ------------- | ------------------------- | ---------------------------------------- | ---------- |
| 関東広域圏    | TBSテレビ（TBS）          | Nスタ                                    | 【制作局】 |
| 北海道        | 北海道放送（HBC）         | Nスタ                                    |            |
| 青森県        | 青森テレビ（ATV）         | Nスタ                                    |            |
| 岩手県        | IBC岩手放送（IBC）        | Nスタ                                    |            |
| 宮城県        | 東北放送（tbc）           | Nスタ                                    |            |
| 山形県        | テレビユー山形（TUY）     | Nスタ                                    |            |
| 福島県        | テレビユー福島（TUF）     | Nスタ                                    |            |
| 山梨県        | テレビ山梨（UTY）         | NスタUTYニュース （17:44 - 17:54）Nスタ  |            |
| 新潟県        | 新潟放送（BSN）           | Nスタ                                    |            |
| 長野県        | 信越放送（SBC）           | Nスタ                                    |            |
| 静岡県        | 静岡放送（SBS）           | Nスタ                                    |            |
| 富山県        | チューリップテレビ（TUT） | Nスタ                                    |            |
| 石川県        | 北陸放送（MRO）           | Nスタ                                    |            |
| 中京広域圏    | CBCテレビ（CBC）          | Nスタ                                    |            |
| 近畿広域圏    | 毎日放送（MBS）           | Nスタ                                    |            |
| 鳥取県･島根県 | 山陰放送（BSS）           | Nスタ                                    |            |
| 岡山県･香川県 | RSK山陽放送（RSK）        | Nスタ                                    |            |
| 広島県        | 中国放送（RCC）           | Nスタ                                    |            |
| 山口県        | テレビ山口（tys）         | Nスタ                                    |            |
| 愛媛県        | あいテレビ（itv）         | Nスタ                                    |            |
| 高知県        | テレビ高知（KUTV）        | Nスタ                                    |            |
| 福岡県        | RKB毎日放送（RKB）        | Nスタ                                    |            |
| 長崎県        | 長崎放送（NBC）           | Nスタ                                    |            |
| 熊本県        | 熊本放送（RKK）           | Nスタ熊日ニュース （17:44 - 17:54）Nスタ |            |
| 大分県        | 大分放送（OBS）           | Nスタ                                    |            |
| 宮崎県        | 宮崎放送（MRT）           | Nスタ                                    |            |
| 鹿児島県      | 南日本放送（MBC）         | Nスタ                                    |            |
| 沖縄県        | 琉球放送（RBC）           | Nスタ                                    |            |

## 重大ニュース・特別番組の編成など
- 2018年から2024年までは、1月3日が平日に当たる年に、同日の生放送を『新年スペシャル（または『新春スペシャル』）』（ローカル差し替え枠を伴うJNN全国ネット向けの特別番組）として編成。（TBSの放送対象地域である）関東地方の初詣スポットからの生中継、向こう1年に予想される世間の動向をスタジオで解説する特別企画、（通常の平日版では一部のネット局で放送されていない）赤坂サカスからの生中継による全国向けの天気予報をJNN枠に盛り込んでいた。
  - 2023年までは『新年スペシャル』という扱いで、放送枠を夕方の1時間（基本として16時台）に設定。同年は火曜日に、『Nスタ新年スペシャル 2023年私たちの暮らしは?世界情勢は?』とのタイトルで放送された[67]。　
  - 平日版のメインキャスターが井上・ホラン・日比の3人制へ移行してから初めて放送された2024年の『新春スペシャル』では、放送枠を15:49 - 17:00に拡大。放送日は水曜日で、当時の同曜日のキャスター陣から、メインキャスター[注釈 114] の井上・ホランとニュースプレゼンターの上村がNスタジオから出演した。
    - 実際には、前々日（2024年1月1日）の16:10頃に令和6年能登半島地震、前日（2日）の17:46頃に日本航空516便衝突炎上事故が羽田空港で発生していたことを背景に、放送の内容を当初の予定から大幅に変更。『新春スペシャル』への出演が告知されていたニュースプレゼンターの南波は、能登半島地震で大きな被害を受けていた石川県七尾市内からの生中継リポートを、「JNN取材団」の一員として急遽担当した。スポーツアナウンサーでもある南波は、1月1日にニューイヤー駅伝の全国ネット向けテレビ中継で中継所の実況を任されていたが、中継の終了から2時間ほど後に能登半島地震が発生。この事態を受けて、JNN加盟各局の記者・アナウンサー・ディレクターなどで構成される「JNN取材団」に加わったうえで、2日の午前中から石川県内の被災地域を取材していた。

  - 2025年には、2部構成による『Nスタスペシャル』を、能登半島地震の発生から1年後に当たる1月1日（水曜日）の16時台に編成。第1部（16:00 - 16:30）では、『Nスタスペシャル  能登に生きる、未来へつなぐ』を任意ネットで放送することや、井上とホランが「能登（半島地震の被災地域）」を改めて取材することが告知されている[68][69]。なお、第2部（16:30 - 17:00）では、TBS放送センターからニュースや天気予報を全国ネットで伝えた。また、この年の1月3日は平日（金曜日）であるが、当番組では年末年始向けの短縮版を16:30 - 17:00に編成していた。
- 突発的な大事件・大事故、政局などでの重大な動き、（能登半島地震などの）深刻な自然災害が発生した際に、第0部または第1部の全編を臨時にJNN枠として全国ネットでの放送に切り替えることや、前述した第0部のオープニングトークを休止することがある。事例によっては『ゴゴスマ』時間帯から『JNN報道特別番組』として当番組ベースの報道特番に切り替わる場合もある。
- オリンピックやサッカー・FIFAワールドカップなどの国際的なスポーツイベントがある期間には、第1部を10分短縮、第2部を10分前拡大（JNN枠も10分前拡大）とした上で、第2部の冒頭に特設速報コーナーを放送する。
- プロ野球ドラフト会議が開催される日（基本として10月の第4木曜日）には、会議の序盤（1巡目の指名）の生中継を16:50から全国ネット向けに実施するため、当番組では第1部を休止したうえで以下のように対応している。
  - 2022年までは、ドラフト会議の中継番組を16:50 - 17:50、この会議での指名が予想される選手のドキュメンタリーを中心に据えた生放送の特別番組（『ドラフト緊急生特番!お母さんありがとう』→『速報ドラフト会議　THE運命の1日』）を19:00以降の時間帯に編成（当該項で詳述）。これに対して、当番組では第0部・JNN枠・第2部とも、通常編成と同じ時間帯で放送していた。ちなみに、2010年から2016年までの『お母さんありがとう』には、当時の平日版で総合司会を務めていた堀尾が当番組に続いて出演している。
  - 2023年以降は、ドラフト会議に関する特別番組（放送上のタイトルは『プロ野球ドラフト会議』）の放送枠を拡大したうえで、2巡目指名の途中までの生中継を「第1部」、『速報ドラフト会議　THE運命の1日』を「第2部」と扱っている。これに対して、当番組では第0部の放送枠を、通常より10分短く15:49 - 16:40に編成。また、JNN枠と第2部に相当するストレートニュースを「第1部」と「第2部」の間（18:10 - 18:25）に挿入していて、当日のメインキャスターから少なくとも1名が担当している[70][71]。
    - 2023年には、JNN枠を第0部の後半（16:20 - 16:40）にも設定していたほか、「第1部」と「第2部」の間のストレートニュースも『Nスタ』として放送。当時木曜日のメインキャスターだった井上とホランが、第0部に続いて後者のニュースも伝えていた。2024年には、JNN枠を後者のニュース枠の前半（18:10 - 18:15）に集約させたうえで、井上の担当による『JNN NEWS』（全国の天気予報とセットの単独番組）として放送している。
- 毎年11月第1週の文化の日[注釈 115] は『東日本実業団駅伝』の録画中継を14時台から16時台にかけて放送する都合上第0部を休止とする。その場合、TBSテレビ以外の第0部をネットする系列局では各局別で代替番組を穴埋めで放送する。
- 前述の通り、本番組は年末年始でも休まず放送されるため、終日にわたってオリンピック中継を放送する日や毎年12月の『報道の日』の放送による休止を除き特番による休止は少ない。
- TBSテレビでは2024年6月から、「TBSバラエティ　ハッピーアワー」（平日の夜間に放送する音楽・バラエティ番組の開始時間を18:30に統一する期間限定の特別編成）を随時実施。当番組の平日版では、この期間中に第0部・第1部・JNN枠の放送時間を据え置く一方で、第2部の放送時間を15分（18:15 - 18:30）に短縮している。

### 特別番組
東日本大震災関連報道特別番組『Nスタスペシャル』（TBS系列全国ネット）
通常の本番組の放送枠とは別枠で、毎年3月11日に東日本大震災関連の特集を中心に放送される報道特別番組および震災特別番組。2012年は『Nスタ×NEWS23クロス3・11絆スペシャル』として放送された。2021年以降は「6局防災プロジェクト」の参加番組となり、同年にTBSが発動した「つなぐ、つながるプロジェクト」（本番組を含めたTBSの各報道番組が参加する企画）の参加番組としても放送される。なお、2024年については同年3月10日に『東日本大震災13年 Nスタ つなぐ、つながるSP 〜いのち〜』として放送する一方、同年3月11日は『ゴゴスマ -GO GO!Smile!-』を通常通り放送する上で井上・ホランの2人は『ゴゴスマ』に中継で出演した。
Nスタ特別編～開運!初日の出スペシャル（TBSの系列局からも24局で同時ネット）
2023年1月1日6:30 - 7:30に放送された新春特別番組 で、「金曜キャスター」へ就任する直前の日比が司会を単独で務めていた。詳細は当該項目を参照。

### 2020年4月以降に特別編成で対応した事例
前述していない特別番組の編成などに伴う放送の休止・内容・日時・時間変更は以下の通りで、◎印はBS-TBS・BS-TBS 4Kでもサイマル放送を実施。
- ◎2020年4月7日 - この日は、新型コロナウイルスの大規模感染により東京など7都府県に緊急事態宣言が出されたことによる特別報道とそれに伴う安倍晋三首相（当時）の記者会見の生中継のため、19:00 - 20:57に『Nスタスペシャル「新型コロナウイルス感染拡大で緊急事態宣言」』を放送。井上・ホランがキャスターを務めたほか、テロップは日曜版のものを使用した。
- ◎2020年5月25日 - 新型コロナウイルスの緊急事態宣言全面解除に伴う安倍晋三首相（当時）の記者会見の生中継のため、第2部を臨時にJNN報道特別番組として放送。なお18:00 - 18:15は元々通常のJNN枠であった関係で通常放送扱いとなった。
- ◎2020年8月28日 - この日、安倍晋三首相（当時）が辞任の意向を示したのに伴い、『ゴゴスマ -GO GO!Smile!-』（CBCテレビ制作）の15時台に随時関連ニュースを本番組のスタジオから井上・ホランが伝えた。また、本放送も17:00から行われた安倍総理大臣の記者会見を中継する関係で、第1部をJNN枠に変更。
- 2021年2月14日 - この日は前日に福島県沖地震が発生したことに伴い、1:00 - 2:30（13日深夜）に本番組の平日版のフォーマットでJNN報道特別番組を放送（テロップは『JNNニュース』仕様）。本番組のスタジオから井上が担当した。なお、系列局によっては途中で飛び降りた局もある他、CS放送の『TBS NEWS』でもサイマルネットされた。
- 2021年7月28日・30日 - 東京オリンピック（28日は8:00 - 23:00、30日は9:00 - 23:00）の中継を放送するため、全編中止。オリンピック中継の中で『JNN NEWS』を放送した。
- 2021年9月29日 - 自民党総裁選の投開票日に伴い、13:55 - 15:20に『ゴゴスマ -GO GO!Smile!-』（CBCテレビ制作）とのコラボ企画として同番組内で『ゴゴスマ×Nスタ 総裁選SP』を放送し、15:20 - 15:49には『NスタSP "次の総理"は誰に?』を放送（何れも一部地域を除く）。また、この日は通常時第0部・第1部を非ネットとしている系列局の一部が第0部のみあるいは第0部・第1部を臨時フルネットで放送した。
- 2021年10月26日 - 眞子内親王のご結婚に伴い、13:55 - 14:50に報道特別番組『Nスタ 眞子さん結婚SP』を放送[75]（一部地域を除く）。
- 2021年10月31日 - 第49回衆議院議員総選挙の投開票が行われたこの日、19:57 - 翌2:00に当番組と平日夜の報道番組『news23』をベースとした開票特別番組『選挙の日2021 太田光と問う!私たちのミライ』を放送[注釈 116][注釈 117]。当番組からも井上が進行キャスターで、ホランがフィールドキャスターとして各々参加した。
- 2021年11月28日 - 通常の日曜版を休止したうえで、『news23』と連携した『Nスタ×news23 調査報道スペシャル』を17:30 - 18:30に放送[注釈 118]。『news23』キャスターの小川彩佳が進行を務め、『news23』のコーナーである「調査報道23時」の特別版を放送した。なお、全国ニュースとスポーツは番組冒頭に、ローカルニュース・天気予報は番組終盤に通常の日曜版のフォーマット・出演者で放送した。
- 2021年12月19日 - 14:00 - 22:48に報道特別番組『報道の日2021』を放送のため日曜版を休止。同番組第1部終盤の18:10 - 18:30に代替の『JNN NEWS』を放送。キャスターは平日版の井上・ホラン、『news23』キャスターの小川・国山が務めた（4名いずれも同特番にキャスターとして出演。またNスタジオからではなく、同特番のスタジオから放送した）。
- 2021年12月27日・28日 - 年末特別編成のため18:00までの短縮放送（第1部を30分短縮、第2部を30分繰り上げ・短縮。第0部は通常通り）。JNN枠は両日共に17:20 - 17:45。
- 2022年2月9日 - 13:00 - 15:30の『北京オリンピック2022 スノーボード・男子ハーフパイプ予選』中継の放送に伴う特別編成のため、15:30から前倒しで放送[注釈 119]（一部地域では15:30 - 15:50の前拡大パートは非ネットとなり、一部地域は16:50に飛び降り）。
- 2022年6月10日・14日 - 18:30 - 20:57に『キリンカップサッカー2022』中継を放送のため、18:30までの短縮放送（第1部を30分短縮、第2部を30分繰り上げ。第0部は通常通り）。JNN枠は両日共に17:20 - 17:45。
- 2022年7月8日 - 安倍晋三銃撃事件のニュースを放送するため、『ゴゴスマ -GO GO!Smile!-』（CBCテレビ制作）を途中中断して14:00 - 15:00に報道特別番組を放送。また、『この歌詞が刺さった!グッとフレーズ』『金曜ドラマ』『A-Studio』を中止し、19:00 - 23:45に報道特別番組を放送[76]。そのうち21:00までを本番組のフォーマットで井上・ホランが務めた。
- 2022年7月10日 - 第26回参議院議員通常選挙の投開票が行われたこの日、19:57 - 翌1:00に当番組と平日夜の報道番組『news23』をベースとした開票特別番組『選挙の日2022　私たちの明日』を放送[注釈 120]。当番組からも井上が総合司会で、ホランがキャスターとして各々参加した。
- 2022年10月23日 - 通常の日曜版を休止したうえで、『Nスタ 調査報道スペシャル』を17:30 - 18:30に放送[注釈 118]。平日版で不定期に放送している「Nスタ 調査報道宣言」をベースに編成された特別版で、通常の日曜版の出演者に加えて、TBSテレビの報道局から村瀬健介（「調査報道ユニット」のキャップ）が出演した。
- 2022年10月26日 - 18:15 - 22:10に『プロ野球SMBC日本シリーズ2022第4戦・オリックス×東京ヤクルト』中継を放送[注釈 121] のため、18:15までの短縮放送（第1部を20分短縮、第2部を20分繰り上げ25分短縮。第0部は通常通り）。JNN枠は17:30 - 17:55。
- 2022年12月18日 - 14:00 - 22:48に報道特別番組『報道の日2022』を放送のため日曜版を休止。同番組第1部終盤の18:15 - 18:30に代替の『JNN NEWS』を放送。キャスターは日曜版の若林・小沢が担当した。
- 2022年12月26日 - 28日 - 年末特別編成のため18:00までの短縮放送（第1部を30分短縮、第2部を30分繰り上げ・短縮。第0部は通常通り）。JNN枠は各日共に17:20 - 17:45[77]。
- 2023年3月9日・10日 - 18:00より『2023 ワールド・ベースボール・クラシック 1次ラウンド東京プール』日本戦中継を放送のため、18:00までの短縮放送（第1部を30分短縮、第2部を30分繰り上げ・短縮。第0部は通常通り）。JNN枠は両日共に17:20 - 17:45。
- 2023年3月12日は、『調査報道スペシャル』放送により、18:30まで放送時間が拡大した。
- 2023年3月21日 - 15:49 - 16:50に『水上の挑戦者スペシャル 誰でもボートレースマニア宣言』[注釈 122] を放送のため、第0部を休止（第1・2部は通常通り）。
- 2023年4月3日・8月14日・10月9日 - 18:30 - 22:57（10月9日のみ22:00）に『CDTVライブ!ライブ!スペシャル』を放送のため、18:30までの短縮放送（第1部を30分短縮、第2部を30分繰り上げ。第0部は通常通り）。JNN枠は各日ともに17:20 - 17:45。
- 2023年6月20日 -  18:30 - 20:57に『キリンチャレンジカップサッカー2023・日本×ペルー』を中継のため、18:30までの短縮放送（第1部を30分短縮、第2部を30分繰り上げ。第0部は通常通り）。JNN枠は17:20 - 17:45。
- 2023年8月11日 - 18:30 - 20:57に『それSnow Manにやらせて下さいスペシャル』を放送のため、18:30までの短縮放送（第1部を30分短縮、第2部を30分繰り上げ。第0部は通常通り）。JNN枠は17:20 - 17:45。
- 2023年8月20日 - 15:00 - 20:54に『世界陸上2023ブダペスト・大会2日目』を中継のため日曜版を休止。同中継内で代替の『JNN NEWS』を16時台前半に放送。キャスターは日曜版の若林が担当。
- 2023年8月23日 - 15:49 - 21:00に『世界陸上2023ブダペスト・大会5日目』を中継のため全編休止。同中継内で代替の『JNN NEWS』を16時台前半に放送。
- 2023年8月24日 - 13:55 - 16:50に『世界陸上2023ブダペスト・男子35km競歩』を中継のため第0部を休止（第1部以降は通常通り）。
- 2023年9月1日 - 17:50 - 20:00に『関東大震災から100年 あす巨大地震がきたら』を放送のため、17:50までの短縮放送（第1部を休止、第2部を60分繰り上げ10分短縮。第0部は通常通り）[78]。JNN枠は16:50 - 17:15。
- 2023年9月24日 - 10月4日 - この期間『アジア大会中国・杭州』中継（以下「同中継」）を夕方以降に連日放送[注釈 123] のため、下記のような特別体制で放送。
  - 9月24日・10月1日 - 同中継を放送のため日曜版を休止。両週とも同中継内で代替の『JNN NEWS』を放送。キャスターは両週共に日曜版の出水が担当。
  - 9月25 - 27日 - 同中継を17:00 - 22:57に放送のため、17:00までの短縮放送。JNN枠は16:35 - 17:00（第0部を15分短縮、第1部は休止、第2部を75分繰り上げJNN枠のみ放送）。また通常とはコーナー構成が一部変更された。
  - 9月28・29日、10月2 - 4日 - 同中継を18:00より放送のため、18:00までの短縮放送。JNN枠は17:35 - 18:00（第1部を15分短縮、第2部は15分繰り上げJNN枠のみ放送。第0部は通常通り）。また通常とコーナー構成が一部異なった。
- 2023年10月29日 - 通常の日曜版を休止したうえで、『Nスタ　気候変動スペシャル』を17:30 - 18:30に放送[注釈 118]。「1.5℃の約束 - いますぐ動こう、気温上昇を止めるために。」（国連とTBSテレビを含む日本国内の「SDGメディア・コンパクト」加盟企業が2022年から共同で展開している啓発キャンペーン）と連動した特別版で、通常の日曜版の出演者に加えて、平日版のメインキャスターから日比が特別に出演した。日比の出演は、TBSテレビのアナウンサーを代表して「地球を笑顔にするWEEK」（SDGsの達成に向けてTBSグループとTBSテレビ系列全局が2020年から年に2回設定）のキャンペーン大使を2023年の春から務めていることによる。
  - 当日は、気候の変動に対するイギリス・モルディブ（いずれもJNNの特派員が取材）・日本国内での取り組みを日比の進行で伝えるスペシャルパートが番組の中盤に設けられた。そのため、全国ニュース・スポーツニュースのパートを番組の冒頭、ローカルニュース・天気予報のパートを終盤に通常の日曜版のフォーマットで編成。スペシャルパートでは日曜版のメインキャスター（出水と渡部）も日比とのトークに参加したほか、日比が事前に担当した東京都内（神田川・環状七号線地下調節池）での取材映像と、新潟放送が担当した新潟県内での取材映像が「日本での取り組みの代表例」として流れていた。
- 2023年10月31日 - 18:00 - 22:00に『プロ野球SMBC日本シリーズ2023第3戦・阪神×オリックス』中継を放送[注釈 124] のため、18:00までの短縮放送（第1部を休止、第2部を60分繰り上げ。第0部は通常通り）。JNN枠は16:50 - 17:15。また通常とはコーナー構成が一部変更された（第2部内で「3コマニュース」が放送される等）。
- 2023年12月18日 - 18:30 - 22:57に『CDTVライブ!ライブ!クリスマス4時間半スペシャル』を生放送のため、18:30までの短縮放送。JNN枠は通常通り（第2部を30分短縮。第0・1部は通常通り）。また同日は第1部途中の17:20にも飛び降りポイントが設定され、琉球放送など一部局が飛び降り編成を実施した。
- 2023年12月22日 - 18:30 - 22:00に『爆笑!明石家さんまのご長寿グランプリ2023』を放送のため、18:30までの短縮放送。JNN枠は通常通り（第2部を30分短縮。第0・1部は通常通り）。
- 2023年12月25 - 28日 - 年末特別編成のため18:00までの短縮放送（第1部を30分短縮、第2部を30分繰り上げ・短縮。第0部は通常通り）。JNN枠は各日共に17:20 - 17:45。
- ◎2024年1月1日：前述した令和6年能登半島地震が16:10頃に発生したことを受けて、系列各局の独自編成で放送していた新春特別番組[注釈 125] を一斉に中断したうえで、16:13から緊急報道体制へ移行。本来は年始短縮版の放送を予定していた16:30から、当番組のフォーマットに沿った報道特別番組を翌1:25まで編成した。この番組では、「TBS NEWS DIG」でもサイマル配信を実施。16:30から19:30頃までは『JNN NEWS』仕様のテロップ、19:30頃までは当番組仕様のテロップを使用していた。
  - 報道特別番組の開始当初は、当番組短縮版の本番に向けて待機していた出水と伊藤隆佑が、Nスタジオから18:00まで出演していた。18:00以降は、平日版のフォーマットで報道特別番組の放送を続けるとともに、当時の平日版からキャスター陣の一部が急遽登場。18:00から22:00までは井上と日比、22:00以降は熊崎と上村が担当した。日比は当日の早朝（6:30 - 7:30）に『開運!絶景!初日の出スペシャル』（当番組のスタジオセットからJNN22局ネットで生放送の新春特別番組）の司会、スポーツアナウンサーでもある熊崎はニューイヤー駅伝のテレビ中継で2号車からの実況を担当していたが、本番後の能登半島地震発生を受けて報道特別番組へ急遽出演している。
- 2024年1月4・5・8日：年始特別編成のため18:30までの短縮放送。JNN枠は通常通り（第2部を30分短縮。第0・1部は通常通り）。また各日共に第1部途中の17:20にも飛び降りポイントが設定され、北陸放送（自社制作で令和6年能登半島地震関連のニュースを放送のため）など一部の局が飛び降り編成を実施した。
- 2024年3月31日：放送時間を30分拡大（17:30 - 18:30[注釈 118]）し、通常の日曜版内容に加え、令和6年能登半島地震に関する特集企画を放送。
- 2024年4月1日・8月19日 -  18:30 - 22:57[注釈 126]に『CDTVライブ!ライブ!4時間半スペシャル』を放送のため、18:30までの短縮放送。JNN枠は通常通り（第2部を30分短縮。第0・1部は通常通り）。また4月1日は第1部途中の17:20にも飛び降りポイントが設定され、東北放送・静岡放送・南日本放送・琉球放送など一部の局が飛び降り編成を実施した一方、第2部の関東ローカル部（18:15 - ）を北陸放送が臨時ネットした。
- 2024年4月29日・5月6日・9月23日 - 各週ともに18:30 - 21:00[注釈 127]に『CDTVライブ!ライブ!』を拡大放送のため、18:30までの短縮放送。JNN枠は通常通り（第2部を30分短縮。第0・1部は通常通り）。なお9月23日に限り第1部途中の17:20にも飛び降りポイントが設定され、一部の局が飛び降り編成を実施した。
- 2024年5月3日 - 18:30 - 22:00[注釈 128]に『最強スポーツ男子頂上決戦2024』を放送のため、TBSでは18:30までの短縮放送。JNN枠は通常通り（第2部を30分短縮。第0・1部は通常通り）。
- 2024年6月4・5・7日 - 18:50[注釈 129]より『バレーボールネーションズリーグ2024・男子日本代表試合』を中継のため、TBSでは18:50までの短縮放送。JNN枠は通常通り（第2部を10分短縮。第0・1部は通常通り）。
- 2024年6月12・13日 - 18:50[注釈 129]より『バレーボールネーションズリーグ2024・女子日本代表試合』を中継のため、TBSでは18:50までの短縮放送。JNN枠は通常通り（第2部を10分短縮。第0・1部は通常通り）。
- 2024年7月15日・11月4日 - 18:30 - 21:00に『アドベンチャーバラエティ 冒険少年SP』を放送のため、18:30までの短縮放送。JNN枠は通常通り（第2部を30分短縮。第0・1部は通常通り）。また第1部途中の17:20にも飛び降りポイントが設定され、南日本放送・琉球放送など一部の局が飛び降り編成を実施した。
- ◎2024年8月8日 - 番組放送中の16:42頃に日向灘を震源とするマグニチュード7.1の地震が発生し、津波注意報および南海トラフ地震臨時情報（「調査中」）が発表されたため、この時間以降のコーナーを休止、ローカルニュースの放送もほぼ全ての局で休止あるいはYouTubeでの配信に変更（テレビユー山形など）となった。臨時情報に対する評価検討会の結果（「巨大地震注意」）が当番組の生放送後（毎日放送制作『プレバト!!』の放送中）に発表されたため、発表直後から20:00まで当番組のフォーマットに沿った報道特別番組を編成した（井上と上村が出演）。
- 2024年8月11日 - 17:30 - 22:00に『パリオリンピック・自転車女子オムニアム ほか』中継を放送のため日曜版を休止。同中継冒頭に代替の『JNN NEWS』を放送。キャスターは出水が担当。
- 2024年8月21日 - 18:30 - 22:00に『SASUKEワールドカップ2024』を放送のため、18:30までの短縮放送。JNN枠は通常通り（第2部を30分短縮。第0・1部は通常通り）。また第1部途中の17:20にも飛び降りポイントが設定され、北陸放送・静岡放送・南日本放送など一部の局が飛び降り編成を実施。
- 2024年9月27日 - 2024年自由民主党総裁選挙の投開票日に伴い、15:00 - 15:49に『Nスタ特別番組 自民新総裁決定の瞬間を速報』を臨時フルネットで放送。
- 2024年10月27日 - 第50回衆議院議員総選挙の執行に伴って、日曜版の放送時間を17:45までの15分に短縮したうえで、当番組の平日版がベースの開票特別番組（『選挙の日2024 私たちの明日』）とプロ野球SMBC日本シリーズ2024第2戦・横浜DeNA×福岡ソフトバンク戦（横浜スタジアム）中継を組み合わせた『決戦!W中継 SMBC日本シリーズ2024×選挙の日』を当番組の平日版がベースとした開票特別番組『選挙の日2024 私たちの明日』と「プロ野球SMBC日本シリーズ2024第2戦・横浜DeNA×福岡ソフトバンク」中継との合同特番『決戦!W中継 SMBC日本シリーズ2024×選挙の日』を17:45  - 翌1:00に放送（当該項に詳述）。『選挙の日2024』のパートでは、当番組平日版のキャスター陣から、井上・ホランが総合司会、南波が開票速報のキャスターを担当した[79][80]。
- 2024年10月30日 - 平日版で18:15までの短縮放送を実施した後に、『プロ野球SMBC日本シリーズ2024第4戦・福岡ソフトバンク×横浜DeNA』をみずほPayPayドーム福岡から18:15 - 22:00に中継[注釈 130]。短縮放送に際しては、第0部の放送時間を据え置く一方で、第1部を20分短縮。JNN枠を17:30 - 17:55に設定した関係で、第2部については、通常編成から20分繰り上げたうえで放送時間を25分短縮した[79]。
- 2024年11月3日 - 日曜版の放送時間を17:45までの15分に短縮した[79]うえで、『プロ野球SMBC日本シリーズ2024第6戦・横浜DeNA×福岡ソフトバンク』を17:45 - 21:30に横浜スタジアムから中継[注釈 131]。
- 2024年11月10日 - 日曜版を通常編成より30分遅く、18:00 - 18:30に放送した。三井住友VISA太平洋マスターズ（TBSテレビの主催による日本ゴルフツアー機構公認のゴルフトーナメント）最終日の全国ネット向け中継枠が15:00 - 16:54に設定されたことを受けて、通常編成では16:30 - 18:00の時間帯に実施している（日曜版などの）レギュラー番組3本の放送時間を30分ずつ遅らせることを前提に、本来は18:00 - 18:30に放送している『世界遺産』をあらかじめ休止していたことによる。
- 2024年11月18日 - 18:30 - 20:55[注釈 132]に『それスノプレゼンツ!東京フレンドパーク★MC Snow Manで月曜日に復活SP』を放送のため、18:30までの短縮放送（第2部を30分短縮。）。JNN枠は通常通り。
- 2024年11月22日 - 18:45 - 23:05[注釈 133]に『世界野球プレミア12スーパーラウンド・日本×ベネズエラ』を東京ドームから生中継のため、18:45までの短縮放送（第2部を15分短縮。第0・1部は通常通り）。JNN枠は通常通り。また第1部途中の17:35にも飛び降りポイントが設置され、琉球放送など一部系列局が飛び降り編成を実施した。
- 2024年12月2日 - 18:30 - 20:55[注釈 134]に特別番組『ミステリープラネット』を放送のため、18:30までの短縮放送（第2部を30分短縮）。JNN枠は通常通り。
- 2024年12月23 - 27日 - 年末特別編成のため18:00までの短縮放送（第1部を30分短縮、第2部を30分繰り上げ・短縮。第0部は通常通り）。JNN枠は各日共に17:20 - 17:45[81]。
- 2025年1月1日 - 令和6年能登半島地震1年関連の『NスタSP 能登に生きる、未来へつなぐ』を16:00 - 17:00に放送。JNN枠は16:30 - 17:00。
- 2025年1月13日 - 18:30 - 21:30に『KUNOICHI2025』を放送[注釈 135]のため、18:30までの短縮放送（第2部を30分短縮）。この日は第1部途中の17:20に飛び乗り・飛び降りポイントが設置され、別番組放送の関係であいテレビがこの時間から飛び乗り編成を実施したほか、東北放送など一部系列局が飛び降り編成を実施。第103回全国高等学校サッカー選手権大会決勝（日本テレビを筆頭とした民間放送43社共同制作）を中継していた宮崎放送は例年通り第0部を休止し、第2部のみ（17:50から）放送[注釈 136]。琉球放送も17:20まで別番組・17:20 - 17:50に『RBC NEWS Link』を編成したため、第2部のみの放送となった。
- 2025年5月2日 - 18:30 - 22:00[注釈 137]に『最強スポーツ男子頂上決戦2025春』を放送のため、18:30までの短縮放送（第2部を30分短縮。第0・1部は通常通り）。
- 2025年5月5日 - 18:30 - 22:00[注釈 129]に『CDTVライブ!ライブ!』を拡大編成のため、18:30までの短縮放送（第2部を30分短縮）。なおこの日は毎日放送が『バナナマンのせっかくグルメ!!』の再放送を15:49 - 17:50に編成のため、第0・1部を臨時非ネットとした。
- ◎2025年7月3日 - 番組放送中の16:13頃に鹿児島県の悪石島で最大震度6弱を観測する地震が発生したため、第0部を非ネットとしている局は16:18頃より当番組に飛び乗り、16:50まで同時ネット。このため青森テレビは『わっち!!』の放送開始を16:50に繰り下げた。
- 2025年7月14日 - 第0・1部の大部分を、同月20日投開票の第27回参議院議員通常選挙の事前特集企画「選挙の日、そのまえに。」に充てた。
- 2025年7月30日 - 同日8:25頃にカムチャツカ半島沖を震源とするマグニチュード8.7の大地震が発生し、8:37に気象庁が太平洋側沿岸部の広い範囲に津波注意報を発令。9:40に注意報発令地域の四国・九州地方を除くほとんどが津波警報に切り替えられ、その後も各地で津波観測が相次いでいることを受け、13:55から当番組ベースの報道特別番組（『ゴゴスマ』非ネットの青森テレビ・信越放送・琉球放送も含めたJNN系全国ネット）を井上・出水で放送。15:49から引き続き当番組となるが、番組の大部分を津波関連の報道に充てられ、ローカルセールス枠の第0・1部、2部のローカル部分(18:15 - )も臨時ネットする局が殆どだった。またこの影響で当初18:15からプロ野球中継を編成していた北海道放送・RKB毎日放送は19:00からの放送に変更、CBCテレビは18:15 - 19:00のサブチャンネルでの中継を取りやめた。

## テーマ音楽
※（）内の数字はJASRAC作品コードを表す。
| 期間                          | 平日第0部・第1部                                                         | 平日第2部                                                                                | 日曜版                                                                                   | 備考 |
| ----------------------------- | ------------------------------------------------------------------------ | ---------------------------------------------------------------------------------------- | ---------------------------------------------------------------------------------------- | --- |
| 2010年3月29日 - 2012年3月25日 | 福岡ユタカ 「Yo-Yo-Calling」 （169-2598-0）                              | 福岡ユタカ 「Yo-Yo-Calling」 （169-2598-0）                                              | 福岡ユタカ 「Yo-Yo-Calling」 （169-2598-0）                                              | - 12月の平日版は「Yo-Yo-Calling クリスマス・バージョン」がオープニングで流れた。 - なおJNN枠では、福岡によるタイトルコールから始まり、スタジオオープニングで流れる。 - 日曜版も当初使用されていたが、2011年4月3日からタイトルコールになった。 - 日曜版のエンディングではOP版のアレンジしたものが流れた（日曜版は2011年9月25日まで「N天」BGM（作曲：福岡ユタカ））。 - 2011年3月11日 - 4月1日まで、東日本大震災による特別編成により、自粛もしくは差し替えられていた。 |
| 2012年3月26日 - 2013年3月31日 | 羽岡佳 「SPLASH!!」 （184-3979-9）                                       | 羽岡佳 「SPLASH!!」 （184-3979-9）                                                       | 羽岡佳 「SPLASH!!」 （184-3979-9）                                                       | - 2012年3月26日より『JNNニュース』で使用されているもののアレンジ違い。 |
| 2013年4月1日 - 2014年3月30日  | SMAP 「Yes we are」 （194-2260-1）                                       | SMAP 「Yes we are」 （194-2260-1）                                                       | SMAP 「Yes we are」 （194-2260-1）                                                       | - シンガーソングライターのさかいゆうが作詞・作曲した、オリジナルの書き下ろし新曲になっている。 - JNN枠・日曜版・年末年始版では森俊之が編曲したインストゥルメンタルのアレンジ曲が使用された。 |
| 2014年3月31日 - 2014年10月5日 | 兼松衆 「Nスタテーマ」 （201-7053-0）                                    | 兼松衆 「Nスタテーマ」 （201-7053-0）                                                    | 兼松衆 「Nスタテーマ」 （201-7053-0）                                                    | |
| 2014年10月6日 - 2017年4月2日  | 中村巴奈重 「Nスタニュースワイド★オープニングテーマ2014」 （206-1906-5） | 田渕夏海 「NEWS EYE OPENING 2014」（206-1992-8） 「NEWS EYE ENDING 2014」 （206-2011-0） | 田渕夏海 「NEWS EYE OPENING 2014」（206-1992-8） 「NEWS EYE ENDING 2014」 （206-2011-0） | |
| 2017年4月3日 - 2020年4月3日   | （曲名・作曲者不明）                                                     | （曲名・作曲者不明）                                                                     | （曲名・作曲者不明） 平日版と同一                                                        | |
| 2020年4月5日 - 2020年9月20日  | （曲名・作曲者不明）                                                     | （曲名・作曲者不明）                                                                     | （曲名・作曲者不明）                                                                     | |
| 2020年9月21日 - 2022年4月1日  | 櫻井美希 「Nスタ opening theme 2020」 （258-6222-7）                     | 櫻井美希 「Nスタ opening theme 2020」 （258-6222-7）                                     | （曲名・作曲者不明）                                                                     | |
| 2022年4月3日 - 2023年3月26日  | 櫻井美希 「Nスタ opening theme 2020」 （258-6222-7）                     | 櫻井美希 「Nスタ opening theme 2020」 （258-6222-7）                                     | 櫻井美希 「Nスタ opening theme 2020」 （258-6222-7）                                     | |
| 2023年3月27日 - 2025年3月30日 | 櫻井美希・佐久間奏 「Nスタ2023オープニングタイトル」 （285-5833-2）      | 櫻井美希・佐久間奏 「Nスタ2023オープニングタイトル」 （285-5833-2）                      | 櫻井美希・佐久間奏 「Nスタ2023オープニングタイトル」 （285-5833-2）                      | - 先代のものをアレンジしたバージョンを使用している。 - 番組内の一部BGMも佐久間奏が担当している。 |
| 2025年3月31日 - 現在          | 作曲：櫻井美希・兼松衆                                                   | 作曲：櫻井美希・兼松衆                                                                   | 作曲：櫻井美希・兼松衆                                                                   | - 先代のものをアレンジしたバージョンを使用しており、ストリングスとピアノは生演奏で、兼松がピアノ演奏をしている。 |

なお2010年・2011年の年末年始版のみ提供クレジットとエンディング時に『JNNニュース』のテーマ曲（作曲：石坂慶彦、曲は平日昼のオープニングをフェードアウトさせたもの）が流れていた。2012年から2016年の年末年始版は「SPLASH!! JNNニュース バージョン」が流されたが、2017年の年末年始版以降は当番組のテーマ曲が流れている。

## スタッフ
- 総合演出：木村康司
- プロデューサー・筆頭編集長：佐藤祥太
- 総合プロデューサー：法亢順（以前はプロデューサー・筆頭編集長）
- プロデューサー：福岡大司
  - 1997年4月からJR東海へ勤務した後に、1999年4月にTBSへ中途採用。JR東海で東海道新幹線の運転士を務めていたことから、鉄道関連の事故・トラブルを（当番組を含めた）JNN向けの報道番組で取り上げる場合には、解説を目的にスタジオへ登場している。
- 制作著作：TBS

### 過去のスタッフ
- チーフディレクター：高嶋貴之（TBSスパークル）
- プロデューサー：松岡洋太
- 総合演出・番組プロデューサー・編集長：金子久伸
- プロデューサー・編集長：松田崇裕
- 制作エグゼクティブプロデューサー：谷上栄一

## その他の特記事項

### SDGsの達成に向けた番組単位での取り組み
国連がSDGs（持続可能な開発目標）の提唱を正式に始めた2015年以降は、SDGsに関するニュースや特集を、平日版・日曜版を問わず随時放送。番組の制作や放送に関しても、TBSグループが2020年11月から展開している「地球を笑顔にするWEEK」（クロスメディア型の啓発キャンペーン）に当初から参加するなど、SDGsの達成に向けた取り組みを進めている。
現に、日比が平日版へのレギュラー出演を再開した2021年10月以降の放送では、番組のロゴが付けられたタブレット端末をNスタジオに配置。前月（9月）まで紙に印刷していたニュース原稿や進行表を、デジタル画像にすべて変換したうえで端末ごとに配信しているほか、キャスター陣による原稿の加筆・修正も端末のモニター上で完結させている。TBSテレビではこのような「ペーパーレス化」の取り組みを『news23』と『ひるおび』の生放送でも展開しているが、当番組では基本として、タブレット端末の番組ロゴ面をテレビカメラに向けた状態で端末をキャスター席の前に配置。キャスターがNスタジオからニュースを伝える場合には、端末のモニターに写し出された原稿の画像を読み上げている。平日版では、メインキャスター（または代理者）が立ったまま進行する時間帯（主にオープニングパート）で、キャスターの1人がタブレット端末を手にニュース原稿を読むことも多い。
当番組のキャスターを歴任したTBSテレビのアナウンサーからは、国山が同局への在籍最終年（『news23』のキャスター在任中）の2022年のみ、日比が平日版メインキャスター在任中の2023年から「地球を笑顔にするWEEK」全般のキャンペーン大使を兼務。2人とも、「キャンペーン大使」としての活動期間中に、（TBSテレビを含む）関東広域圏の民放テレビ5局とNHKの共同制作による『1.5℃の約束　いますぐ動こう、気温上昇を止めるために。』（NHK総合テレビが全国に向けて2022年から年に1回放送している特別番組）や同名のキャンペーン動画へ出演している。『1.5℃の約束』の2023年（9月24日）放送分では、前述した「ペーパーレス化」の取り組み、タブレット端末の現物、熊崎が実際の放送で読んでいたニュース原稿（いわゆる「決定稿」）の画像が「TBSテレビにおけるSDGs達成への取り組みの代表例」として日比から紹介されていた。

### 放送内容に対する訂正や謝罪が番組内で為された主な事例
- 2010年4月2日放送の関東ローカルでのエンディングで、マツダスタジアムで行われていたプロ野球セントラル・リーグ 広島東洋カープ - 読売ジャイアンツ（巨人）戦において、試合開始前にノックをしていた巨人コーチの木村拓也がグラウンド内で突然倒れ、救急車で病院に搬送された際に、ニュース内容では意識不明と報じていたが、見出し字幕で「急死」と表示した。その後、同日の『JNNフラッシュニュース』や『NEWS23X』、TBSの公式HPにて訂正・謝罪した[86]。本番組においても4月5日放送の冒頭で堀尾・長峰が訂正・謝罪を行った。TBS広報部では「急に飛び込んだニュースで混乱していた。」と経緯を説明している[87][88]。
- 2017年9月12日の放送で、16:10過ぎのCM前に「イスラム国戦闘員の家族に日本人か」のナレーションおよび「『イスラム国』家族に『日本人』?」のテロップとともに、佳子内親王がイギリス留学に際して空港で関係者に挨拶している映像が誤って5秒程度流れた。その後CM明けに井上が謝罪した[89]。
- 2019年2月21日の放送で、数日前から東京都内でミミズクの目撃情報が相次いでいることを受けて、番組の取材班が現地周辺の捜索を実施。17:39頃に「ミミズク見つかる 阿佐ヶ谷で手すりの上に」とのテロップと共にミミズクが発見された等とリポーターが生中継を行ったが、実際は置き物であることが明らかになり、約10分後にリポーターが中継で謝罪。その後、18:55頃（第2部の関東ローカル枠内）に井上が「生中継で、東京杉並区でミミズクを見つけたとお伝えしました。しかし確認したところ、これは置き物であったことがわかりました。訂正してお詫びいたします」と改めて謝罪した[90]。

### BPO（放送倫理・番組向上機構）から「放送倫理違反」を指摘された調査報道特集
- ホランと日比を中心に進行していた2023年1月13日（金曜日）には、TBSテレビ報道局内の「調査報道ユニット」が取材した映像を第1部（17時台の前半）で放送。「JA共済事業に課せられた過大なノルマを達成するための『自爆営業』（JAの営業職員が『JA共済』関連の保険商品の契約書を身内の名義などで作成した後に掛け金を自身で負担する行為）が、日本各地のJAの支店で横行している」という実態を、JAの支店に当時勤務していた3人の職員（告発者）が匿名を条件に応じたインタビュー映像を交えながら紹介した。この映像は、前夜（1月12日）の『news23』（当時編成されていた「調査報道23時」のコーナー）でおよそ10分間にわたって放送済みの映像を、当番組に合わせて編集で短縮。両番組での放送に際しては、告発者の顔の映像にモザイク処理を施していたほか、告発者の肉声を加工したうえでその旨を字幕で明記するなど。「取材源の秘匿」という報道活動の原則に沿った配慮も為されていた。しかし、告発者の身元の特定（いわゆる「身バレ」）を誘発しかねない他の要素（告発者の服装・体型、インタビューを受けた場所、告発者が「身バレを避けたい」との理由で放送の見合わせを申し入れていたシーン）を割愛せずに放送したため、「『調査報道ユニット』が取材を始めてから当番組で放送するまでのプロセスを放送倫理・番組向上機構（BPO）が審理する」という事態に至った[91]。
  - 上記のインタビュー映像を当番組でも放送することに際しては、元の映像を『news23』で視聴していた告発者からの要望を受けて、「（元の映像より）モザイク処理の範囲を広げる」などの措置が放送の約1時間前に講じられていた。それにもかかわらず、前述した要素は、当番組で放送された映像にもそのまま残されていた。さらに、当番組での放送後には、「告発者が3人とも（当時勤務していた職場で）『身バレ』に遭った」「告発者が『身バレ』によって退職へ追い込まれた」との報道が『週刊現代』や『現代ビジネス』を中心に展開されていた[91]。BPOも、この映像が当番組で放送されるまでのプロセスを放送倫理検証委員会で審議することを2023年8月4日に決定[92]。関係者からの事情聴取や審議を重ねた結果、放送倫理や「取材源の秘匿」に反する行為（取材を担当したディレクターによるインタビュー映像の加工処理作業や同番組・「調査報道ユニット」の幹部による確認作業での不手際など）が相次いで判明したため、その旨を2024年1月11日（木曜日）付の放送倫理検証委員会決定第45号「TBSテレビ『news23』「JA自爆営業」調査報道に関する意見」で公表した[91]。
    - BPOは「意見」の公表に際して、「調査取材ユニット」による取材を「映像の見た目を優先した形で進められており、内部告発者の状況や真意をくみ取った取材とは言い難い」と指摘。「インタビュー映像から一部のシーンの放送を控えて欲しい」という告発者からの申し入れを上記のディレクターが失念したまま放送にまで至ったことや、このディレクターが映像の編集作業も1人で担った結果として、事実と異なる情報がインタビュー映像の字幕や再現映像のナレーションなどに紛れ込んでいたことも明らかにしている[93]。

  - 「TBSテレビ『news23』「JA自爆営業」調査報道に関する意見」によれば、上記のインタビュー映像が含まれた動画は『TBS NEWS DIG』でも配信されていたが、映像の内容に危惧を抱いた「調査報道ユニット」のキャップが権限を行使したうえで当番組での放送直後（2023年1月13日の17:20頃）に削除。JA共済の自爆営業に関する調査取材企画の「続編」を当番組の日曜版（同年3月12日の「調査報道スペシャル」）で放送した際にも、この映像を使用していない。その一方で、「『週刊現代』からの質問状が2023年4月24日にTBSテレビへ届けられるまでは、インタビュー映像をめぐる問題が報道局の全体で共有されていなかった」という。
    - TBSテレビでは、「『TBSに裏切られた』農協の自爆営業告発者が身バレで退職」と称する記事が『週刊現代』の2023年5月1日発売号に掲載されたこと[94] を受けて、「記事の内容は遺憾」という趣旨の抗議文を同誌の編集部に送付[91]。この抗議文には、「TBSに裏切られた」「番組のせいで退職に追い込まれた」といった非難の連絡を告発者から一切受けていないことが明記されていた[95]。

  - 当番組では、BPOが「TBSテレビ『news23』「JA自爆営業」調査報道に関する意見」を公表したことを受けて、「意見」の概要と放送倫理検証委員会による記者会見の映像を公表当日（2024年1月11日）のJNN枠終盤（18:12から3分間）に放送した。ただし、「意見」の概要は「影ナレ」を通じて伝えられただけで、当日のメインキャスター（井上とホラン）からは井上が原稿のリード文を読むだけにとどまった。